# Madres de Plaza de Mayo

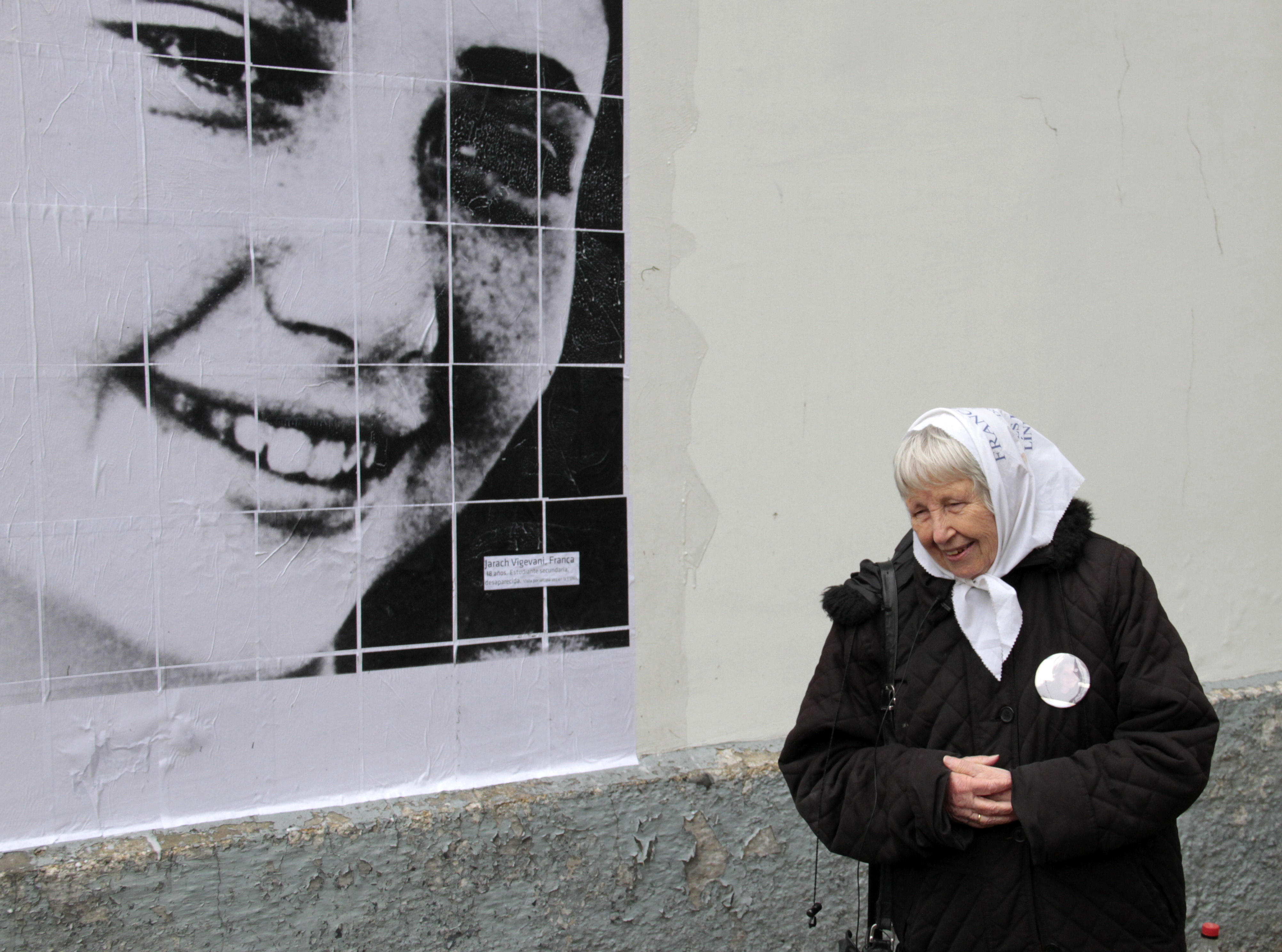
Una de las Madres en un acto de recuerdo en la ex-ESMA, junto al retrato de su hija, desaparecida a los 18 años.

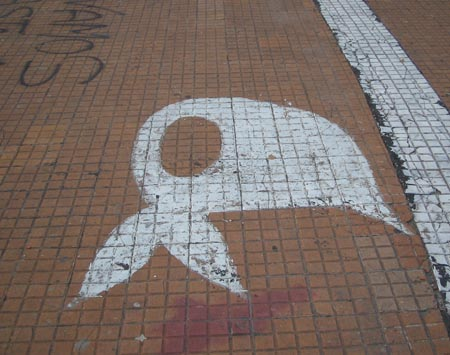
El símbolo tradicional de las Madres, un pañuelo en la cabeza, hecho inicialmente con tela de un pañal.

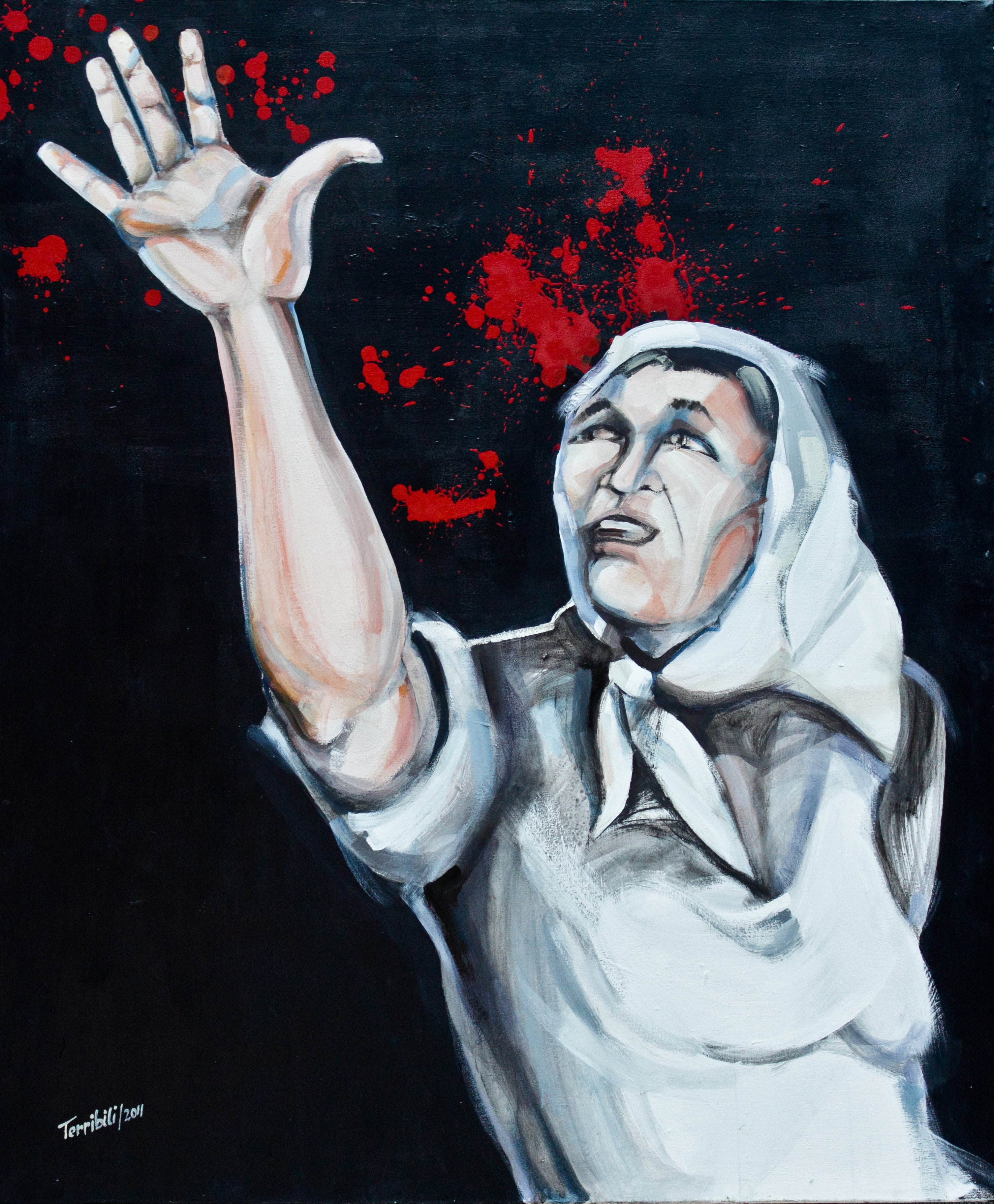
¡Basta! de Carlos Terríbili. Obra en el Museo del Bicentenario que recuerda a las Madres de Plaza de Mayo.

Las Madres de Plaza de Mayo es una asociación argentina formada en 1977, durante la dictadura de Jorge Rafael Videla, con el fin de recuperar con vida a los detenidos desaparecidos, inicialmente, y luego establecer quiénes fueron los responsables de los crímenes de lesa humanidad y promover su enjuiciamiento. Posteriormente trataron de continuar lo que ellas entendían como la lucha que intentaron llevar a cabo sus hijos, mediante la misma asociación, con su propia radio, una universidad (UPMPM), un programa de televisión, un café literario, un plan de viviendas sociales y una guardería infantil.
Las Madres de la Plaza de Mayo comenzaron a reunirse en la plaza de la ciudad de Buenos Aires de ese nombre el sábado 30 de abril de 1977. La utilizaban como un punto aglutinante para organizarse y poder peticionar a las autoridades por sus hijos desaparecidos. Al principio permanecían sentadas, pero al haberse declarado el estado de sitio, la policía las expulsó del lugar. Luego, para identificarse como grupo en la Peregrinación a Nuestra Señora de Luján en octubre de 1977, decidieron ponerse un pañuelo blanco en la cabeza. De esa manera surgieron los dos símbolos que las representan: las marchas todos los jueves a las tres y media de la tarde alrededor de la Pirámide de Mayo, y el pañuelo blanco en la cabeza.
Durante los años de la dictadura cívico-militar argentina (conocida en ese país como el proceso) se opusieron constantemente a las medidas tomadas por el Gobierno, sufriendo una constante persecución, incluyendo secuestros y desapariciones. En 1979 dejaron de manifestarse en la Plaza de Mayo debido a la represión, pero a partir de 1980 continuaron haciéndolo. En los primeros días de diciembre de ese año realizaron la primera Marcha de la Resistencia, consistente en caminar alrededor de la plaza durante 24 horas.
A pesar de la llegada de la democracia al país, en 1983, continuaron con sus marchas y actos, pidiendo condena para los militares que participaron en el Gobierno. Han recibido apoyo y reconocimiento en gran cantidad de organizaciones internacionales y dado su apoyo a otros tantos grupos de lucha por los derechos humanos.
Las Madres de Plaza de Mayo se encuentran actualmente divididas en dos grupos: el grupo mayoritario, denominado Madres de Plaza de Mayo (presidido por Hebe de Bonafini) y las Madres de Plaza de Mayo Línea Fundadora (presidido por Marta Ocampo de Vásquez). Los jueves de cada semana de todo el año, sin importar las condiciones climáticas, a las 15:30 h las Madres de Plaza de Mayo eran lideradas por Hebe de Bonafini (hasta su fallecimiento). Hoy continúan realizando las marchas alrededor de la Pirámide de Mayo y a las 16:00 realizan una alocución desde el Monumento a Belgrano, donde hablan sobre la actualidad nacional e internacional.

## Historia

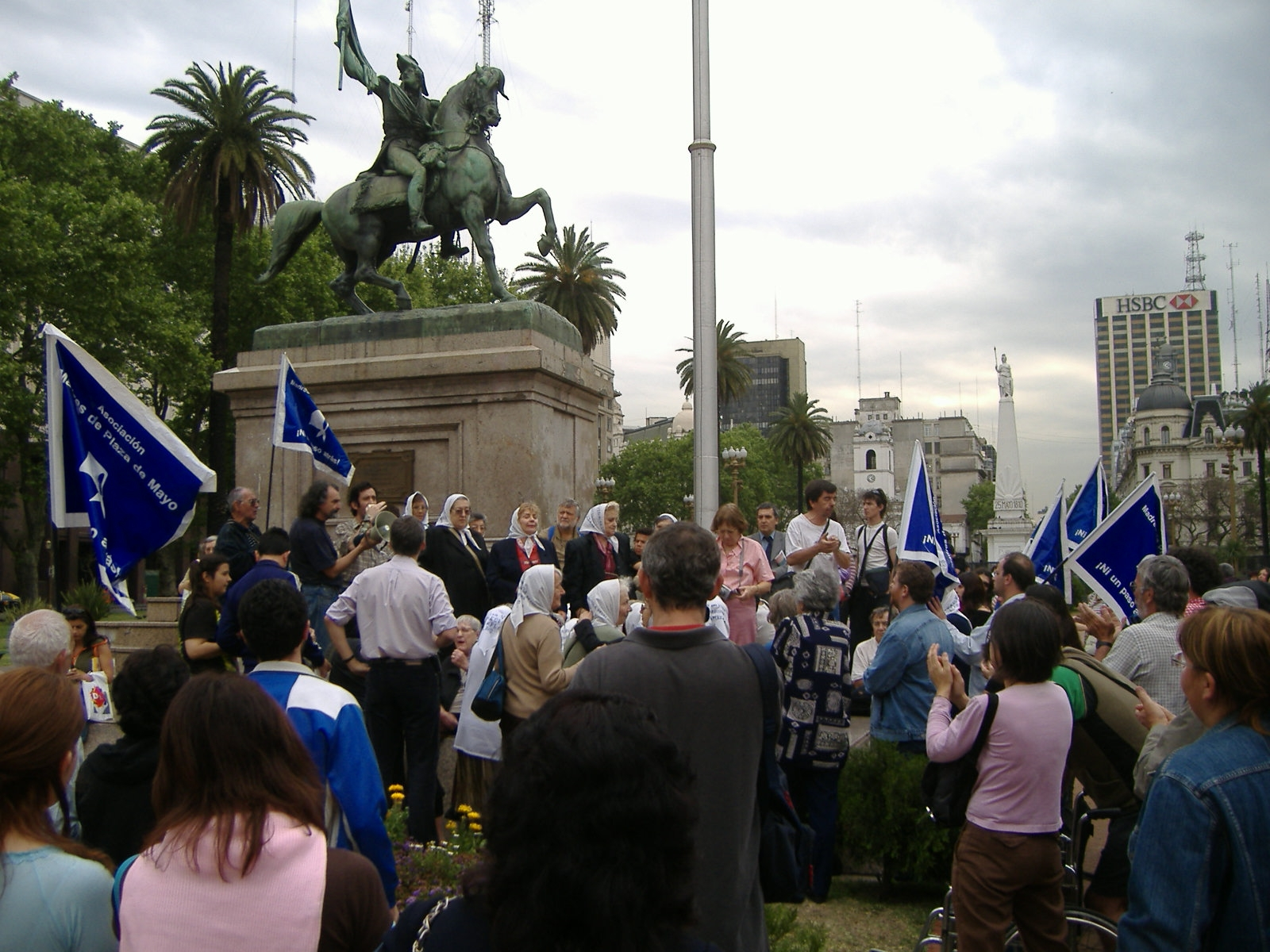
Manifestación de las Madres de la Plaza de Mayo.

### Desaparecidos
Los hijos de las Madres desaparecieron durante  la Última Dictadura Militar (desde 1976 hasta 1983, cuando los militares entregaron el poder a Raúl Alfonsín el 10 de diciembre de 1983).
La cifra de personas detenidas-desaparecidas es un número que aún está en discusión.
El informe que presentó la CONADEP cuando se encargó de recabar las denuncias en el Nunca más fue de 8961 personas, considerado una lista abierta porque solo contaban los casos en que los familiares de un desaparecido hubieran denunciado el secuestro.
Las Madres de Plaza de Mayo reivindican la cifra de 30 000 desaparecidos y consideran que muchos más casos no fueron denunciados.
Para algunos militantes de derechos humanos, como Graciela Fernández Meijide o Santiago López, exmiembros de la CONADEP, se trataría de una cifra simbólica porque no es posible conocer el número exacto.
La Secretaría de Derechos Humanos ha afirmado que el Estado argentino ha otorgado indemnizaciones económicas a 13 000 familias de desaparecidos.

### Inicios
Su objetivo inicial era poder tener una audiencia con el presidente de facto argentino Jorge Rafael Videla. Para ello se reunieron en la Plaza de Mayo y efectuaron una manifestación pública pacífica pidiendo saber el paradero de sus hijos.
La idea de reunirse en la Plaza de Mayo surgió el sábado 30 de abril de 1977, cuando el grupo inicial de 14;madres de detenidos y desaparecidos estaba esperando que las atendiera el secretario del vicario castrense, en la Curia Metropolitana (en Buenos Aires). Una de ellas, Azucena Villaflor, propuso entonces: «Individualmente no vamos a conseguir nada. ¿Por qué no vamos todas a la Plaza de Mayo? Cuando vea que somos muchas, Videla tendrá que recibirnos». La elección de la Plaza de Mayo se debió a que está situada frente a la Casa Rosada ―sede de la Presidencia― y a que es el lugar donde tradicionalmente se han efectuado manifestaciones políticas.
Las 14;madres caminaron hasta la plaza y se quedaron de pie enfrente de la entrada principal de la Casa Rosada.
Entre aquellas primeras Madres estuvieron
Azucena Villaflor,
Berta Braverman,
Haydée Gastelú,
María Adela Gard,
Julia Gard,
María Mercedes Gard y
Cándida Felicia Gard (4 hermanas),
Delicia González,
Pepa García de Noia,
Mirta Baravalle,
Kety Neuhaus,
Raquel Arcuschin,
Antonia Cisneros, Elida E. de Caimi,
Ada Cota Feingenmüller de Senar, y
una joven que no dio su nombre.
Desde marzo de 1976, la dictadura cívico-militar (1976-1983) había impuesto el estado de sitio, por lo que inmediatamente se les acercaron policías que les informaron que estaban prohibidos los grupos de tres o más personas, y que estaba prohibido estar de pie inmóvil en la vía pública, por lo que les ordenaron que circularan (o sea, que se fueran de la plaza). En cambio, las madres empezaron a caminar en círculos a paso lento alrededor de la Pirámide de Mayo (el monumento central de la Plaza de Mayo). Para evitar que se formaran grupos de tres, caminaron de a dos, tomadas del brazo.
Al viernes siguiente aparecieron más madres desde la ciudad de La Plata, entre ellas Hebe de Bonafini. La presencia de las madres en la Plaza era conocida por comentarios de boca en boca, puesto que así como para la prensa cómplice de la dictadura no existían los desaparecidos, tampoco existían las Madres.
Para la tercera reunión decidieron cambiar los viernes por los jueves. Acordaron que fueran los jueves de 15:30 a 16:00 h por ser un día y una hora en la que transitaba mucha gente por la Plaza. Ellas permanecían en grupo y de pie sin caminar.
Dadas esas condiciones, comenzaron las marchas alrededor de la Pirámide de Mayo, símbolo de la libertad. Para reconocerse, comenzaron a usar un pañuelo blanco en la cabeza hecho en un principio con tela de los pañales que se usaban para bebés, representando así a los hijos. Ese pañuelo se convirtió en su símbolo. Las Madres intentaron dar a conocer sus dramas y así participaron de marchas religiosas numerosas y populares en las cuales era conveniente que pudieran reconocerse.

### Primeras madres desaparecidas

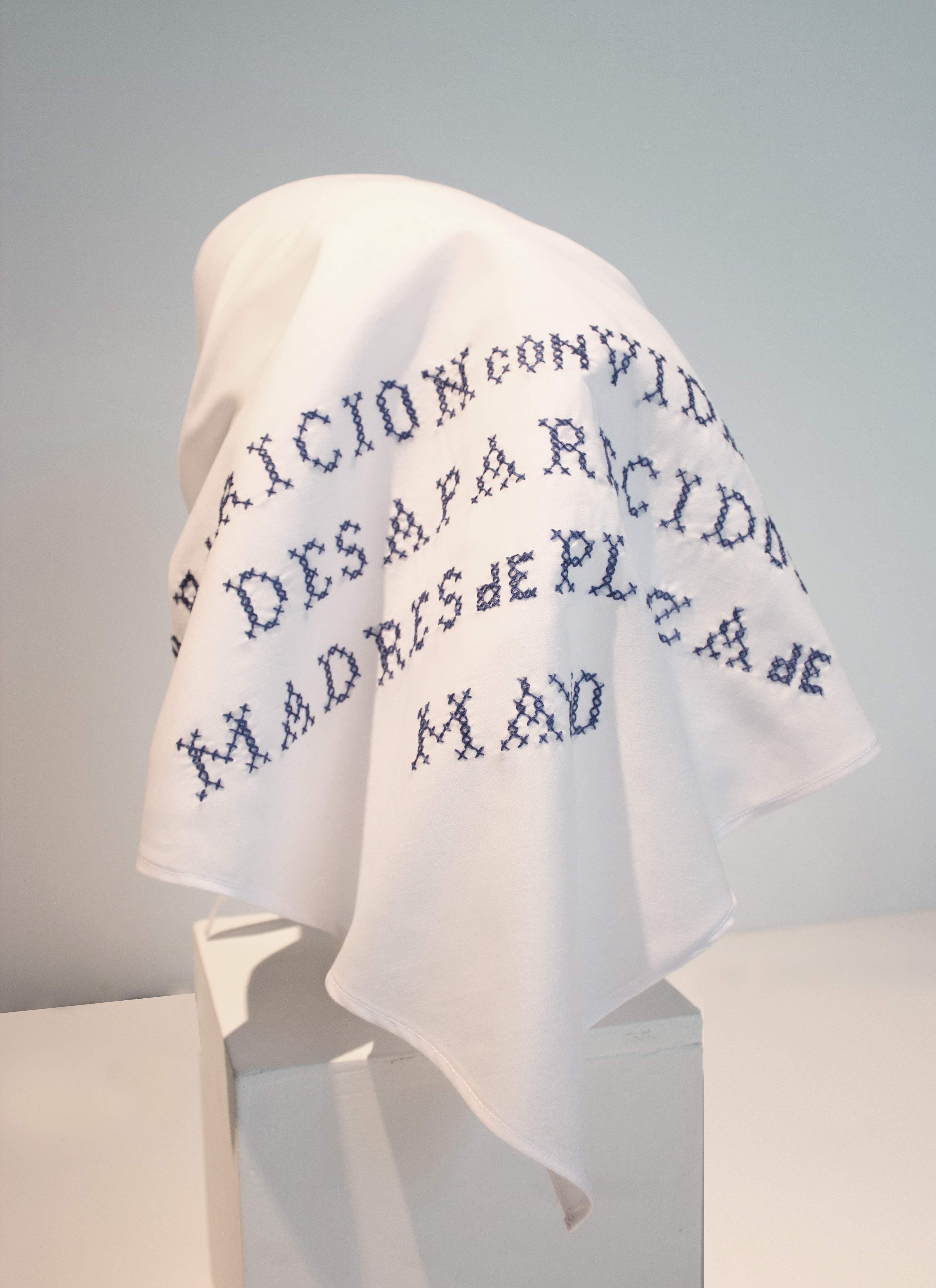
Pañuelo blanco, símbolo de las Madres de Plaza de Mayo.

Entre el jueves 8 de diciembre y el sábado 10 de diciembre de 1977 un grupo de militares bajo el mando de Alfredo Astiz secuestró a un grupo de 12 personas vinculadas a la Madres de Plaza de Mayo. Al secuestrarse a las primeras dos madres, Hebe de Bonafini opinó ante Azucena Villaflor, una de las fundadoras de la organización, la necesidad de suspender la solicitada en el diario que iba a publicarse, hasta que se encontraran a las madres. Villaflor se opuso, expresando que a ellas las buscarían, pero mientras tanto no habría quién buscara a los hijos.
Al día siguiente, cuando Azucena Villaflor volvía de comprar el diario donde las Madres habían publicado su primer solicitada, fue secuestrada en la esquina de su casa en Avellaneda por el Grupo de Tareas 3.3.2 de la Escuela de Mecánica de la Armada.

La desaparición de Azucena, de Mary y de Esther, casi nos hizo tambalear a este grupo que recién se armaba. Lo hicieron para liquidarnos, ellos no pensaron que nosotras íbamos a seguir. De esas Madres lo que hay que saber es que se llevaron las tres mejores Madres que teníamos, porque nosotras veníamos todas de no saber nada [...] Azucena venía de una familia peronista muy combativa, que ya había vivido mucha presión la familia Villaflor, ella ya había sido sindicalista, trabajaba en una compañía de telefonía y era del sindicato; Mary Ponce trabajaba en la base de la Iglesia del Tercer Mundo y Esther Balestrino era una bioquímica que venía huyendo de Paraguay. Ella vino y nos dijo que se llamaba Teresa [...] era una mujer súperinteligente. Ella siempre me enseñaba muchas cosas, me decía: «Mirá, Hebe, cuando vos vas a una reunión y hay uno con un micrófono, te tenés que dar cuenta que ese es el que va a dirigir la reunión y la va a mandar, porque el micrófono le da el poder, pero vos sabés qué tenés que hacer, aunque sea pararte arriba de una mesa, pero no lo dejes porque vos tenés fuerza para eso» y un día yo la vi a ella en una reunión en Familiares parada arriba de una silla discutiéndole a Cata Guagnini, por el tema del micrófono. [Tiempo después] apareció la hija y ella siguió con las Madres. Nosotras le decíamos que teníamos miedo, porque le decíamos que «si apareció tu hija, ahora qué va a pasar», pero le había quedado el yerno desaparecido. Ella tenía un convencimiento político impresionante: conocía todo, sabía de todo, te explicaba todo.
Hebe de Bonafini

El grupo completo secuestrado estaba integrado por Azucena Villaflor, Esther Ballestrino, María Ponce de Bianco (las tres fundadoras de Madres de Plaza de Mayo), las monjas Alice Domon y Léonie Duquet, y siete activistas de derechos humanos.

### Repercusión internacional
A pesar de este hecho, las madres continuaron la lucha, hasta hacerse reconocibles durante la realización del Mundial de Fútbol de 1978 en la Argentina, cuando periodistas internacionales empezaron a entrevistarlas y dieron a conocer su movimiento.

Para mí, una de las cosas más importantes es que Holanda haya pasado la marcha de las Madres en vez del mundial, porque era jueves, y ahí nos conoció el mundo. Yo creo que eso fue un cimbronazo muy grande para las Madres porque inmediatamente las mujeres de Holanda nos escribieron y nos dijeron «estamos a su disposición», y ellas juntaron el dinero para que tengamos la primera casa, porque si no tan desboladas y tan desarmadas como estábamos yendo a las iglesias que nos pateaban o yendo a un confitería de la que nos teníamos que ir temprano porque sino nos llevaban presas, no sé si hubiéramos podido durar porque estuvimos tres años sin tener dónde reunirnos.
Hebe de Bonafini

Entre los años 1978 y 1979 las Madres comenzaron a salir al exterior para hacer conocer el drama de los desaparecidos y solicitar que se aislara a la dictadura militar argentina, primero a Europa y luego a Estados Unidos. Tuvieron la fortuna de ser escuchadas e invitadas. Amnesty International patrocinó un viaje en 1979 que abarcó nueve países para exponer ante gobernantes de Europa y los Estados Unidos la situación real en la República Argentina.

También para nosotras nos marcó muchísimo el primer viaje que hicimos, animarnos a salir a Europa cuando nadie salía. Yo pienso también que cuando se fueron formando los grupos de solidaridad fueron todos lazos de contención muy fuerte para las Madres, tal vez la gente no se dio cuenta, el Frente de Apoyo a las Madres y los grupos de apoyo en distintas partes de Europa.
Hebe de Bonafini

En 1980 comenzó a surgir la idea entre las madres de que incluso si los desaparecidos estuvieran muertos, se seguirá buscando el esclarecimiento de su paradero como si siguiesen vivos, porque el delito de desaparición forzosa es constante hasta que no aparezca el cuerpo, concepto que después evolucionaría en la idea de que las víctimas que no están, no son solo las que fueron eliminadas por la dictadura, sino que ellas representan a todos los que lucharon contra el poder.

En 1980, Emilio Mignone y Adolfo Pérez Esquivel, con la convicción de que los desaparecidos «estaban todos muertos», salieron al mundo a decir que ya no había más nada que hacer, que en 1979, cuando vino la Comisión de Derechos Humanos, se había hecho el «blanqueo» de los campos de concentración. Nosotras estábamos en Suecia, y empezamos a decir «no podemos bancar que los civiles, que el premio nobel, digan que están todos muertos. ¡De ninguna manera, tenemos que sacar una declaración, nadie nos dijo qué pasó con ellos, no podemos aceptar la muerte de nuestros hijos». Y el 5 de diciembre de 1980 sacamos la famosa frase, de cuestionamiento a un sistema perverso: «aparición con vida», porque no hemos de dejar morir a nuestros hijos, aparición con vida en cada lugar donde un hombre o una mujer pelean y luchan y levantan un fusil para defenderse, ahí están ellos. ¡Aparición con vida! ¡De verdad, no es una utopía ni una locura!
Hebe de Bonafini

### Fin de la dictadura
Aunque cuando comenzaron a reunirse eran un grupo pequeño, posteriormente el grupo de madres creció hasta ser habitualmente de entre 300 y 400 mujeres cada jueves en la plaza, incorporándose paulatinamente los padres, hermanos, esposas, hijos o nietos de los desaparecidos y, paralelamente, fueron formándose grupos de Madres al interior del país.
En 1980 adquirieron una sede social, dejando atrás las reuniones en sus propios hogares, gracias a una donación de SAAM (Asociación Neerlandesa de Mujeres, que se había constituido para ayudarlas). La presidenta de la fundación, Hebe de Bonafini, expresó al respecto:

Tal vez la que marcó fue lo que te digo ahora, que las mujeres neerlandesas se comunicaran con nosotras ni bien nos vieron dar vueltas, esa vuelta que nadie conocía y ya tenía más de un año.
Hebe de Bonafini

luego [tuvimos] otra [casa] en Hipólito Yrigoyen 1442, y empezamos a crecer, nos regalaban cuadros, esculturas, cartas y miles de poemas y guardamos todo, desde el 30 de abril de 1977, todas las cartas que nos mandaron y mandamos; no existía Internet, todo escrito a mano.

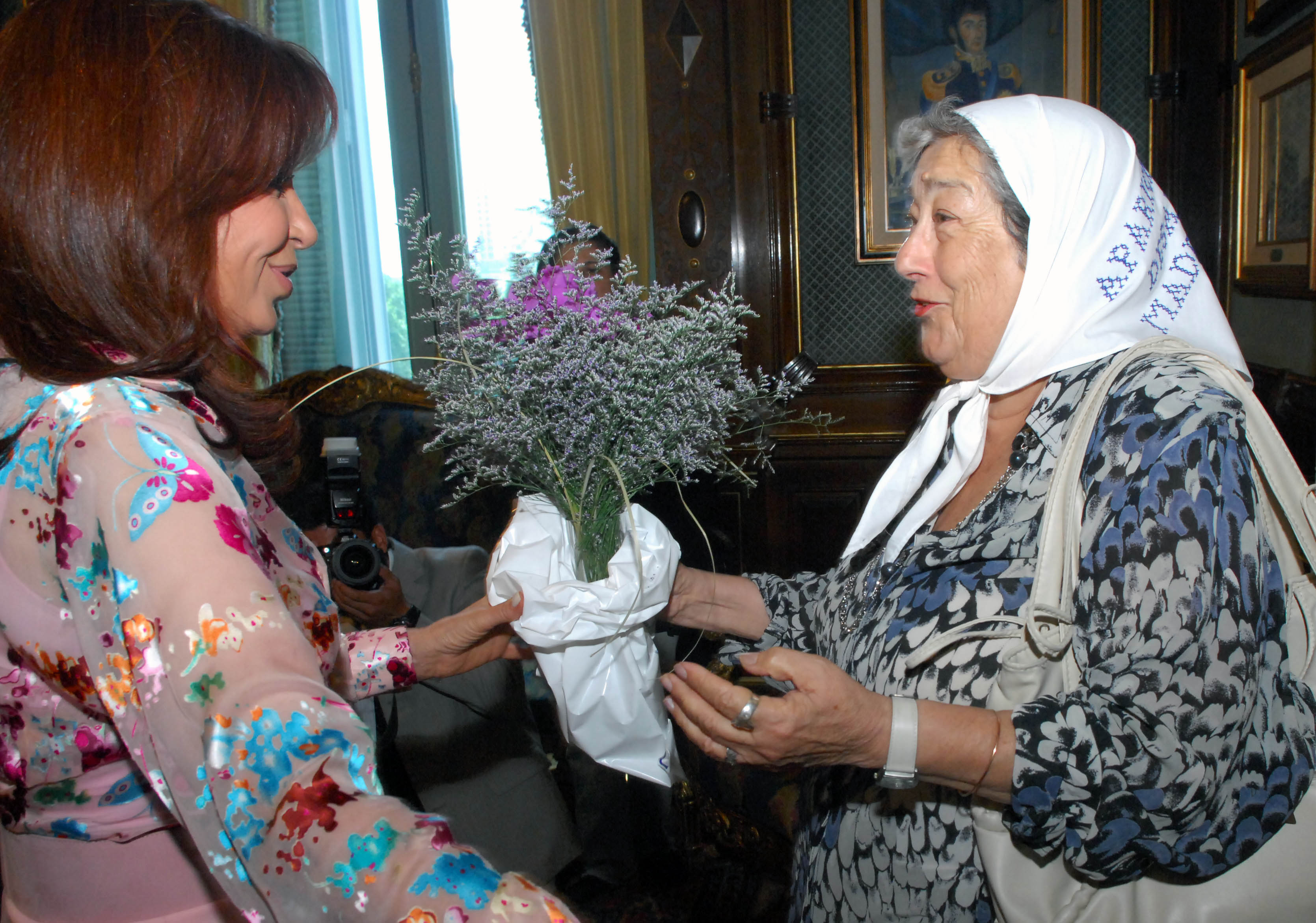
La presidenta Cristina Fernández de Kirchner recibe a Hebe de Bonafini, histórica dirigente de las Madres.

Desde 1981 se realizaron las Marchas de la Resistencia, una serie de manifestaciones públicas anuales organizadas con el fin de reclamar por la vigencia de los derechos humanos. Las mismas constituyeron una enérgica reacción popular contra el Proceso de Reorganización Nacional, y su terrorismo de Estado.

En 1981, la primera Marcha de la Resistencia. Discutida, nadie quería poner la palabra «resistencia», estaba la dictadura, era temerario hablar de «resistencia» [...] Hicimos la primera marcha; en la noche quedamos solo setenta Madres, solitas. Acompañadas de los nuestros, de esos hijos que empezaron a habitar la Plaza desde el 30 de abril, y la habitan cada jueves y cada marcha. Al otro día vinieron la gente, los organismos, las organizaciones, a acompañarnos, y a las tres y media, como correspondía, la cerramos. Y hoy la Marcha de la Resistencia es esperada cada año y cada año es más fuerte y más linda para festejar.
Hebe de Bonafini

En 1982 la Junta militar se propuso reconquistar las islas Malvinas después de 149 años de efectiva y exclusiva ocupación británica, lo que distrajo la atención de la crisis económica hacia este hecho. La presidenta de la fundación, Hebe de Bonafini, expresó al respecto:

En 1982, la guerra de las Malvinas y, entre medio, marchas, represión, cárcel, empezamos a visitar a los presos políticos en las cárceles. Un día, les llevamos cuarenta claveles rojos para que le dieran a sus madres el día antes del Día de la Madre. Y la guerra de las Malvinas donde las Madres tuvimos una posición muy dura: rechazo a la guerra. «Las Malvinas son argentinas, los desaparecidos también» dijimos en aquel momento, querían que fuéramos a tejer al Obelisco, rechazamos la guerra porque era otra muerte fabricada por los militares, infierno para un montón de pibes que fueron creyendo que salvaban a la patria, y que están olvidados, sin trabajo, tirados por ahí. Pero nosotras también los recordamos siempre, y los que murieron también están aquí.
Hebe de Bonafini

Finalmente, en 1983, se anunció la convocatoria a elecciones generales, que permitiría la reapertura democrática del país.

En 1983 empezamos a recorrer todos los partidos políticos con un documento. Los partidos que habían quedado en la heladera durante todo este tiempo se estaban preparando, venía la época en que habría elecciones, les pedíamos entrevistas y no nos daban. Habíamos hecho un documento muy duro a Alfonsín, porque le entregó la banda Bignone y Bignone era un asesino, un dictador, y sin embargo Alfonsín quiso que él le pusiera la banda presidencial.
Hebe de Bonafini

Una de las diferencias principales que llevó a la ruptura era el planteamiento de buscar o no a los hijos arrebatados por la dictadura militar o grupos armados. Por un lado era necesario apoyar su búsqueda; por otro, había que pensar como colectivo y no individualizar cada caso.

### Gobierno democrático de Raúl Alfonsín
Durante el Gobierno de la democracia restaurada (desde el 10 de diciembre de 1983), comenzaron las marchas multitudinarias. La presidenta de la fundación, Hebe de Bonafini, expresó:

En la época de Alfonsín inventamos un montón de marchas. Las Madres siempre quisimos que la gente recordara las marchas que hacíamos. Cuando vino la época de la democracia, lo que tratamos por todos los medios es que las marchas tuvieran algo para que la gente las recordara, aquella de las siluetas, que la gente siempre recuerda. ¿Qué les queríamos decir con eso? ¡Que nuestros hijos estaban ocupando de todas maneras las calles de la ciudad! Y miles de pañuelos con la frase «Cárcel a los genocidas».
Hebe de Bonafini

El presidente Raúl Alfonsín, en un reportaje, planteó que aún había desaparecidos con vida. Por lo tanto, la asociación pidió cita con el presidente para que aclarase sus palabras. La presidenta de la fundación, Hebe de Bonafini, expresó:

Cuando lo fuimos a ver a Alfonsín por aquello que él había dicho, que había desaparecidos con vida, le fuimos a preguntar, entonces, dónde estaban, y nos dio una entrevista para el 24 de junio [de 1984], a todas las Madres del país, fuimos una por cada filial, y cuatro de la comisión. Alfonsín se había ido, con el descaro que lo caracteriza, era el día de Gardel y se había ido al Colón a escuchar un concierto, nosotras le dijimos: «Claro, va al homenaje a Gardel porque está muerto y no le va a pedir nada».
Decidimos quedarnos, tomar la Casa de Gobierno, no fuimos violentas, dijimos: «Nos quedamos»; mandamos a traer colchonetas, termos, comida, y nos quedamos en la casa de Gobierno.
No sabían qué hacer con nosotros, el gobierno se decía democrático, sacarnos era difícil, les dimos asueto a los compañeros trabajadores de la Casa de Gobierno, le dijimos a los granaderos que se fueran, dos jóvenes nuestros se pusieron en su lugar. Llegaron los periodistas y gente para acompañarnos, y al otro día nos tuvieron que atender.
Tuvieron que cambiar la entrada a la Casa de Gobierno porque las Madres dormimos ahí. Nos dimos el lujo de dormir en el suelo, pero en la Casa de Gobierno.
Hebe de Bonafini

Durante este período, las madres se escindieron en dos grupos. El grupo escindido se llamó Madres de Plaza de Mayo Línea Fundadora. Las diferencias de criterio se debían a la oposición de Bonafini de concurrir a denunciar en la CONADEP, a la aceptación del fallecimiento de sus hijos y la posibilidad de identificar los cuerpos en las exhumaciones de los NN y a la reparación monetaria que ofrecía el Gobierno radical de Raúl Alfonsín.
Tras de electo Alfonsín impulsaba contactos con dirigentes vinculados a los derechos humanos. Pocos días antes, había dialogado con integrantes de la Asamblea Permanente por los Derechos Humanos y con el Premio Nobel de la Paz Adolfo Pérez Esquivel, entre los organismos habían surgido algunas dudas entre los organismos de derechos humanos debido a la decisión de Alfonsín de enviar todas las causas a la justicia militar y no a la federal, desconfiando en que los militares se condenarán a sí mismos.

Hebe de Bonafini expresó en 2002:

El primer día que hablamos en la plaza, que no nos acordamos cuál fue, que fue una gran disputa con las [actuales] «fundadoras», con las que se fueron. No querían [que se hablara], decían que era un gallinero hablar en la Plaza, o sea que fue muy combatido el tema de hablar en la Plaza y al principio un día cada Madre hablaba hasta que le tocó hablar a una que dijo que el hijo había desaparecido en la «querida Escuelita de Mecánica de la Armada», porque el hijo era de la Armada y nos horrorizó que en la Plaza pasara eso. Y bueno, fuimos modificando y después hablaron otras, y después dijeron que hable un poco cada una, y después habló uno que era de un partido político que se zarpó, y pasaron muchas cosas hasta que se decidió que hablara una Madre con la síntesis de lo que pasaba en la semana. Y así empezamos hace muchísimos años, muchos, muchos, no sé si en el 84 o en el 85 a hablar cada jueves de lo que pasaba en la semana y nos empezamos a turnar hasta que las Madres dijeron que había dos o tres Madres que lo sabían hacer más fuerte, o mejor, o más completo y quedó así marcado de que hablaba Porota, Beba y yo. Si estoy yo hablo casi siempre yo y sino habla Porota o Beba, también habla Juanita, algunas veces María Gutman, pero creo que la plaza tiene eso, un sabor y una responsabilidad.
Hebe de Bonafini

En 1987, los comandantes de la dictadura militar estaban presos, pero ya habían sido aprobadas la Ley de Obediencia Debida y el Punto Final, que liberaban de responsabilidad a todos los oficiales menores al cargo de coronel.
En diciembre, el músico Sting visitó a las Madres de Plaza de Mayo en la Casa de las Madres. La noche de su concierto del 11 de diciembre de 1987 ante 70 000 espectadores en el estadio de River Plate las invitó a subir al escenario. Ellas hicieron su ronda en escena mientras sonaba They dance alone, el tema que había sido inspirado por las madres de desaparecidos chilenos de la Agrupación de Familiares de Detenidos Desaparecidos. Muchos músicos argentinos sintieron alegría, envidia y vergüenza por no haberlo hecho antes. León Gieco dijo:

Lo que yo me pregunté es que cómo era posible que nosotros no hubiésemos tenido el coraje de hacer algo con las Madres y por las Madres. Aquel tipo impecable, vestido como un dandi, que no tenía nada que ganar acá nos dio una lección de actitud.
León Gieco

A partir de ahí el ideario de los músicos argentinos de rock se fue poblando de relación con la lucha por los derechos humanos.
Un año después, el 15 de octubre de 1988, los músicos Sting, Peter Gabriel, Bruce Springsteen, Tracy Chapman y el senegalés Youssou N'Dour acompañados de Charly García y León Gieco actuaron otra vez en River como parte del cierre de la gira Human Rights Now! que organizaba Amnistía Internacional donde siguieron los homenajes a las Madres. Esas intervenciones eran de las pocas que se multiplicaban en los medios masivos de comunicación durante los años ochenta.
A partir de la división, la orientación de las Madres como grupo político se expresó a través de los sucesivos viajes a lugares donde hay guerras o revoluciones, para dar apoyo a las víctimas, a los revolucionarios, o a los que están en contra del poder proestadounidense. La presidenta de la fundación, Hebe de Bonafini, expresó:

Queríamos también conocer Latinoamérica, ese calor, y por primera vez fuimos a Cuba en 1988, con ese hombre maravilloso que es Fidel que nos enseña todos los días algo, vivimos quince días con los compañeros Sin Tierra de Brasil, ese movimiento que toma las tierras y las hace producir, que demuestra que «la tierra es del que la trabaja». Fuimos a Perú, cuando los compañeros del MRTA tomaron la embajada de Japón y fueron asesinados salvajemente. Fuimos a la selva Lacandona; tres veces estuvimos con el Sub-Comandante Marcos y los zapatistas nacidos aquel 1 de enero, cuando había tanta desesperanza, y nos despertamos con el sonido de las balas, cuando Marcos llegaba a San Cristóbal de las Casas. Fuimos a la guerra, estuvimos junto a las mujeres yugoslavas, que nunca fueron al refugio, que amaban su tierra; y luego estuvimos en Israel y en esa Palestina asediada, golpeada. Estuvimos en Irak, vimos cómo era ese pueblo tan expoliado, ya se venía la idea de sacarles todo hasta la última gota de petróleo y de sangre.
Hebe de Bonafini

### Gobierno de Carlos Menem

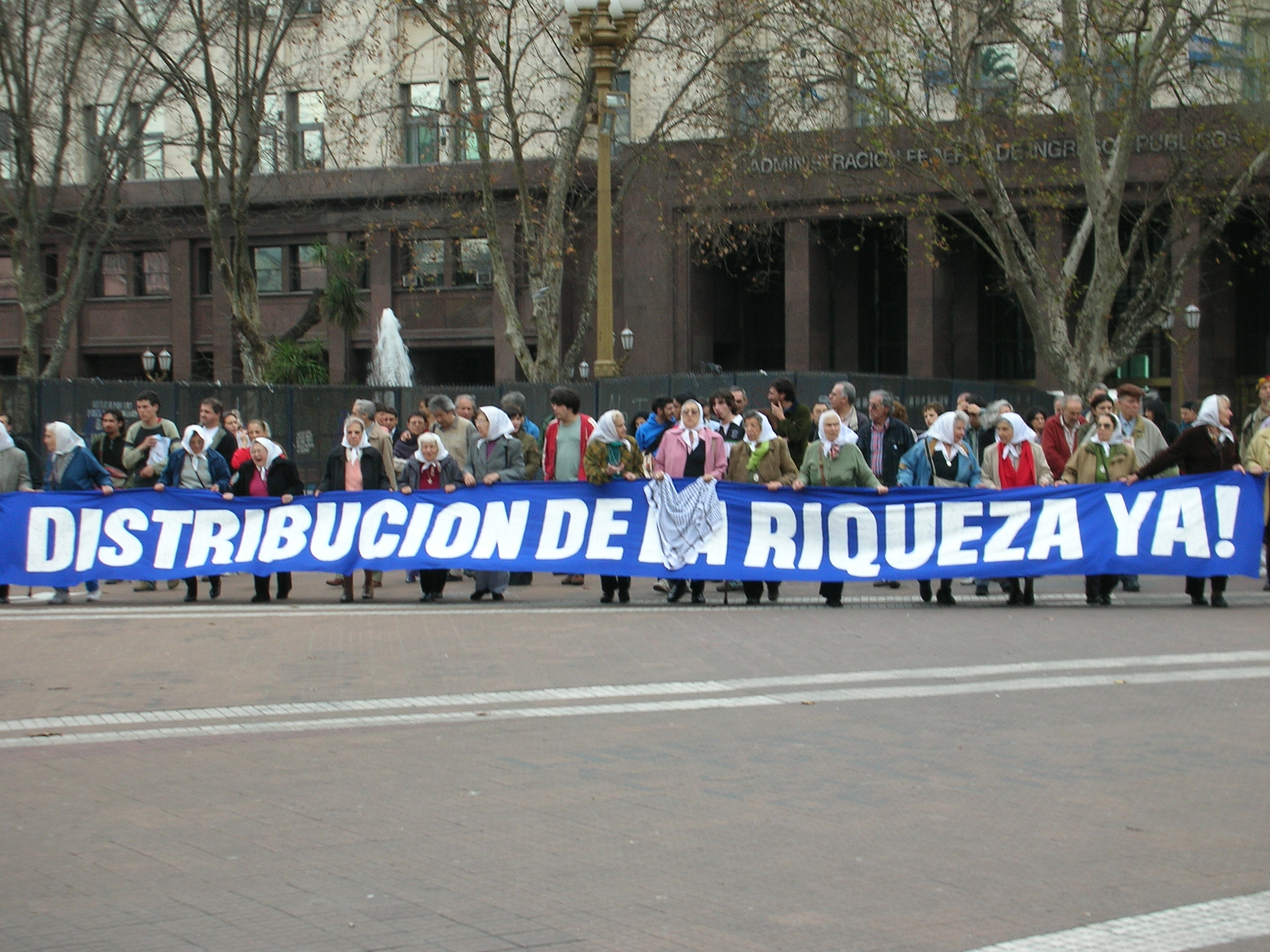
Las Madres de Plaza de Mayo han manifestado en diversas ocasiones sus críticas al modelo económico neoliberal.

Al cumplir 20 años de su organización, conmemoraron el aniversario con un recital de rock nacional en la plaza de mayo, donde participaron León Gieco, Bersuit Vergarabat, y más. La presidenta de la fundación, Hebe de Bonafini, expresó al respecto:

Una cosa que para mí fue muy impresionante fue el primer festival de rock que hicimos nosotras en la Plaza de Mayo. Conmocionante, 100 000 jóvenes gritando y esperando que uno le hable cuando yo creía que se iban a ir después que tocaran.
Hebe de Bonafini

Tomaron la Catedral de Buenos Aires en tres ocasiones, y antes del tedéum del 25 de mayo, se hizo para reclamar «trabajo para todos». La presidenta de la fundación, Hebe de Bonafini, expresó al respecto:

[...] como no nos fuimos, vino el juez, y como no nos fuimos, vino la policía. Y como no nos fuimos, nos sacaron a los palos. Fuimos a parar todas al hospital, orgullosas de haber resistido tanto poder, de haber desnudado a todos los poderes: a los jueces, a la policía, a Menem, a los sirvientes de Menem.
Hebe de Bonafini

En 1993 se organizó en París el primer encuentro de Madres que luchan de todo el mundo. Hubo mujeres serbias y yugoslavas que estaban en la guerra, mujeres de Brasil, Perú, Israel y Palestina y más. Hebe de Bonafini relata la sospecha entre la madre palestina y la madre israelí:

La mujer palestina y la israelí, Etna Yan [...] no se querían mirar. Una estaba en una punta, la otra en el otro extremo. Empezamos a hacer el documento y Etna Yan se paró y habló en contra de la guerra que hace el gobierno israelí [contra] los palestinos, cosas tan maravillosas, que la palestina se levantó y la abrazó. Creo que fue el momento más valioso.
Hebe de Bonafini

### Gobierno de Eduardo Duhalde
La presidenta de la fundación, Hebe de Bonafini, expresó el 12 de febrero de 2002 sobre la política y los derechos humanos:

No aceptamos ningún cargo político, pero hacemos política. No somos un organismo de Derechos Humanos ni una ONG, somos una organización política, sin partido. La vida vale vida. y el otro soy yo, el otro soy yo, el otro soy yo.
Hebe de Bonafini

### Gobiernos de Néstor Kirchner y Cristina Fernández de Kirchner

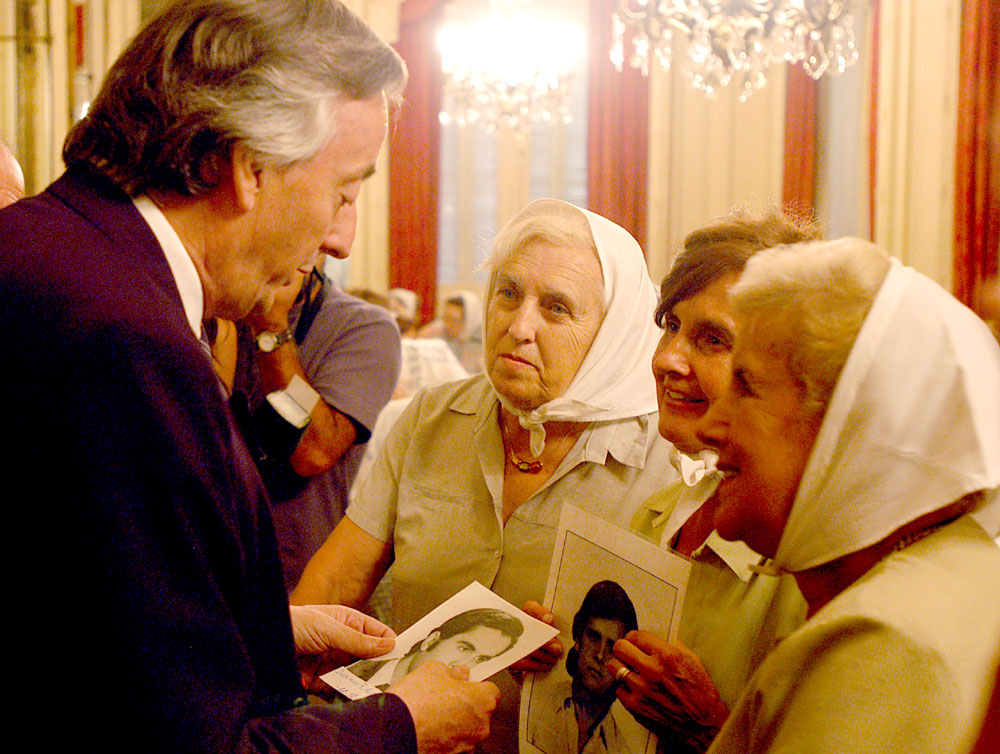
Madres con Néstor Kirchner.

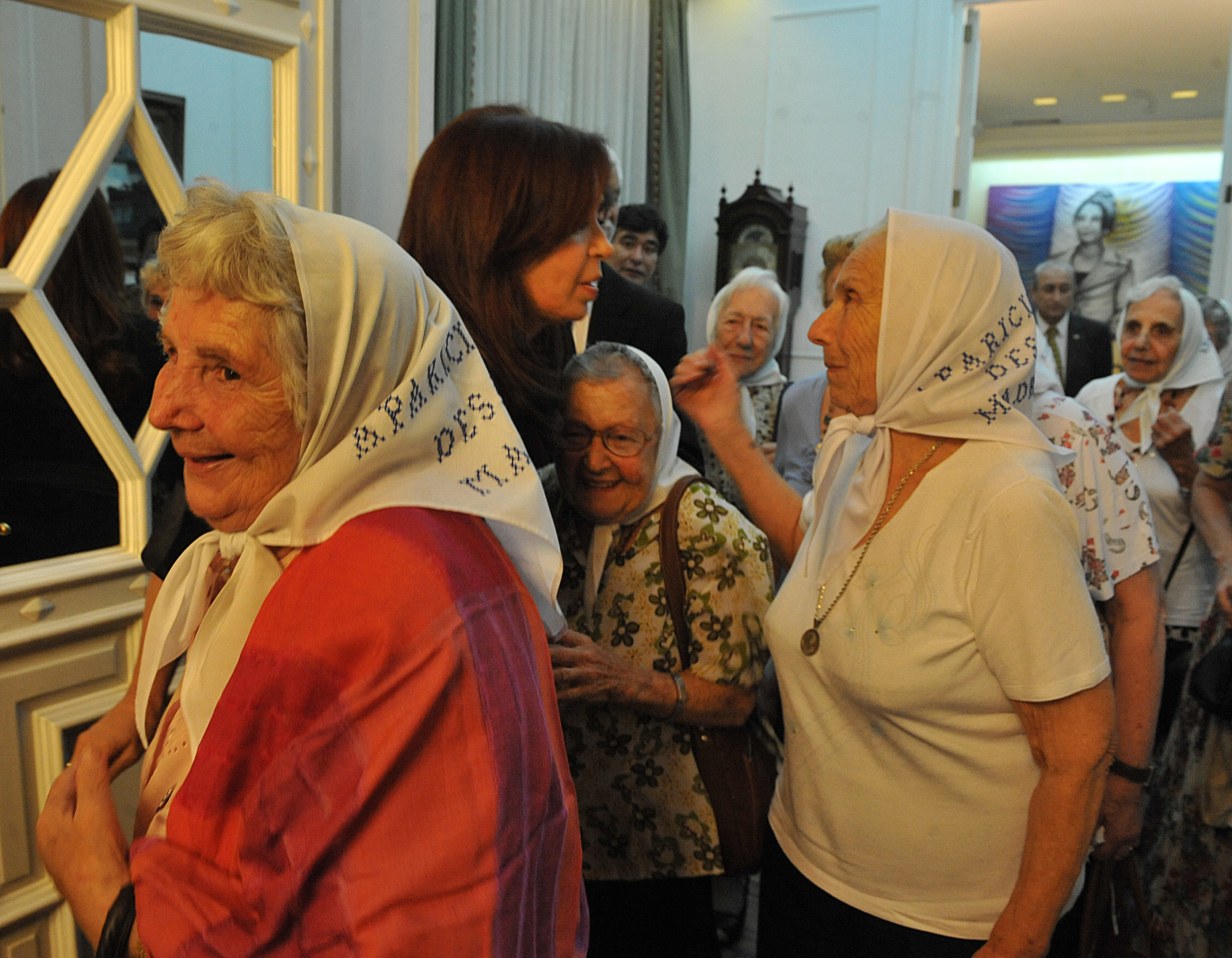
Cristina Fernández de Kirchner recibe a las Madres.

El 26 de enero de 2006 la llamada «Marcha de la resistencia» dejó de realizarse por parte de Abuelas de Plaza de Mayo y de la Asociación de Madres de Plaza de Mayo. Hebe de Bonafini afirmó que «ya no hay un enemigo en Casa de Gobierno». Otras agrupaciones de derechos humanos y partidos de izquierda no estuvieron de acuerdo y anunciaron nuevas marchas por la resistencia.
En 2016 inauguró en la Plaza 25 de Mayo de Rosario la obra Pasos Encontrados, con huellas en las baldosas de la Plaza 25 de Mayo están realizados en bronce a partir de un molde prototipo realizado sobre la base de la huella tomada a cinco Madres de Plaza de Mayo: Norma Vermeulen, Chiche Masa, Noemí De Vicenzo, Matilde de Toniolli y Lila Forestello, dicho proyecto aprobado por el Concejo Municipal de Rosario y llevado a cabo por la Secretaría de Cultura y Educación de la Municipalidad de Rosario.
En 2007, el exjefe de gobierno de la Ciudad, Jorge Telerman, cedió 60 000 m² del edificio conocido como Elefante Blanco a la Fundación Madres de Plaza de Mayo. La organización instaló un jardín maternal, aulas para capacitación, un gimnasio, dos comedores con cocinas, un vestuario, dos puestos de seguridad y un taller de costura. a través de la fundación se realizó la limpieza del basural y con una bomba se desagotó todo el subsuelo, el sector que había recuperado la Fundación que dirigía Hebe de Bonafini, convirtiéndolo en talleres y un jardín maternal.

#### Controversia por el caso Schoklender
En 2011 el apoderado de la Fundación Sergio Schoklender, fue denunciado por la asociación por falsificacion de firmas.

Varias personalidades ―entre ellos
el jefe de Gabinete, Aníbal Fernández,
el ministro del Interior, Florencio Randazzo, y
el periodista Eduardo Aliverti―
refutaron esas afirmaciones.
Al realizarse la vuelta a la plaza el jueves posterior a conocerse la denuncia, hubo una gran movilización y un abrazo simbólico a modo de desagravio y de apoyo a la organización.
el 6 de septiembre de 2011, las firmas cuestionadas trazadas en el contrato para la provisión de construcciones móviles, luego de ser analizadas por una pericia caligráfica, Gendarmería Nacional comprobó que la firma con la empresa Meldorek era falsa así, cayó la imputación que pesaba contra Madres de Plaza de Mayo,
En agosto, el juez de la causa, Norberto Oyarbide, aceptó como querellante a la Fundación Madres de Plaza de Mayo accediendo al pedido que la organización había presentado en mayo. En la denuncia las Madres declaraban:

Se ha podido determinar que no todos los cheques de pago que contra las certificaciones de avances de obra entregaban las autoridades del Plan Federal de Viviendas eran depositados en las cuentas de la Fundación, sino que buena parte de los mismos eran descontados en cuevas financieras, operatoria siempre llevada a cabo por los hermanos Schoklender.
Madres de Plaza de Mayo

#### Profanación de los dibujos de los pañuelos en la Plaza de Mayo
El 4 de marzo de 2008, durante una manifestación en Plaza de Mayo, la activista de derechas Cecilia Pando ―defensora de los robos de bebés en la dictadura argentina― manchó con pintura negra los dibujos de los pañuelos blancos de las Madres de Plaza de Mayo, pintados en el suelo alrededor de la Pirámide de Mayo. El 7 de marzo de 2013 fue condenada a cinco meses de prisión y a 30 horas de trabajos comunitarios.
El 13 de noviembre de 2014, una empresaria perteneciente a la Sociedad Rural de la ciudad de Azul manchó con pintura roja los dibujos de los pañuelos.

#### Quema de un muñeco que representaba a Hebe de Bonafini

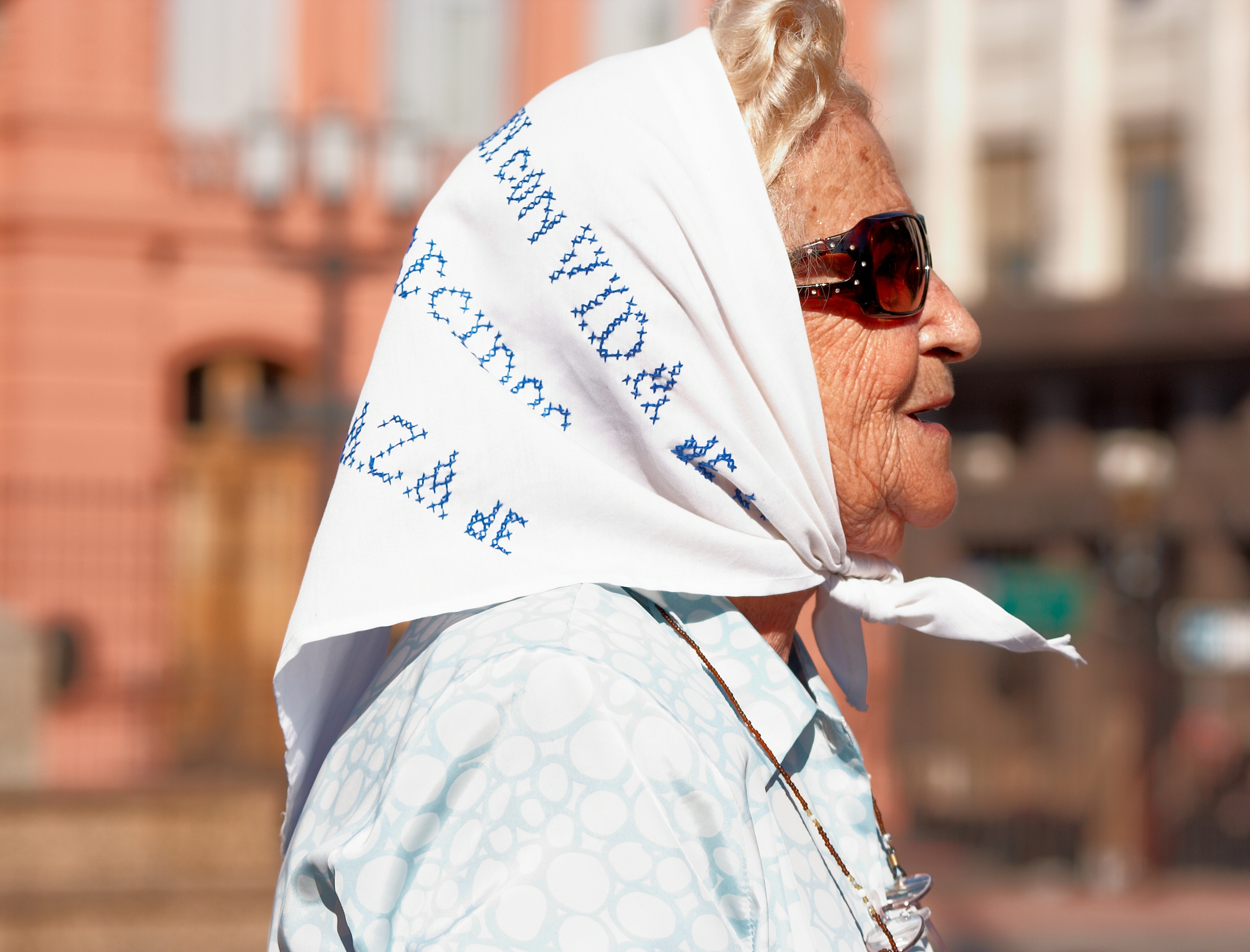
Una «madre» manifestándose en la Plaza de Mayo en 2008.

El 23 de marzo de 2015, en el marco de una manifestación popular por los derechos humanos en La Plata (provincia de Buenos Aires), varios miembros del grupo Hijos La Plata
―que no debe confundirse con el grupo HIJOS Regional La Plata―
incendiaron un muñeco de papel con la figura de Hebe de Bonafini (presidenta de las Madres de Plaza de Mayo), hecho que mereció repudio generalizado.
Originalmente, tanto Madres como grupos afines al gobierno nacional adjudicaron esa quema
al Partido Obrero
el PTS,
Correpi (Coordinadora contra la Represión Policial e Institucional),
la Federación Universitaria de La Plata,
el grupo Patria Grande,
María Laura Bretal (ex detenida-desaparecida),
Susana Grau y
varios organismos de derechos humanos y organizaciones sociales, políticas y estudiantiles nucleados en la Multisectorial La Plata, Berisso y Ensenada.
Sin embargo, cada una de esas entidades se deslindó del acto de agresión.

### Gobierno de Mauricio Macri
El 10 de diciembre de 2015 ―día de la asunción de Mauricio Macri como presidente de la Nación―, las Madres de Plaza de Mayo reanudaron las «marchas de la resistencia», que habían suspendido en 2006 durante el Gobierno de Néstor Kirchner (2003-2007). Ese mismo día fueron agredidas verbalmente por simpatizantes de Macri.
En la madrugada del 31 de diciembre de 2015, un grupo de desconocidos agredieron la fachada del edificio de Radio Madre, la emisora de las Madres de Plaza de Mayo, situada a metros del Departamento Central de la Policía Federal Argentina (en la ciudad de Buenos Aires), ingresaron en el edificio y golpearon a un trabajador de la emisora.
El 4 de enero de 2016, en la ciudad de Chivilcoy un mural que había sido pintado en homenaje a Madres y Abuelas de Plaza de Mayo apareció con una pintada insultando la lucha de esas mujeres,
que recuerda a la frase del presidente Macri cuando se refirió a la lucha por los derechos humanos como un «curro» (palabra lunfarda que significa ‘estafa’ o ‘robo’).
En la marcha del jueves 18 de febrero de 2016, la Presidencia envió a efectivos de la Policía Federal Argentina para impedir que las Madres de Plaza de Mayo pudieran acceder a la Plaza de Mayo. Esa prohibición ya había sucedido en la presidencia de Fernando de la Rúa, que ordenó enrejar la plaza y las Madres compraron escaleras para pasar por alto las rejas. Poco tiempo después el gobierno de Mauricio Macri decidió unilateralmente intervenir la Universidad de las Madres y designaría como rector a Javier Buján, ligado al presidente de Boca, Daniel Angelici, e involucrado en un caso de facturas apócrifas. Buján, había sido exsubsecretario de Justicia de la Ciudad (de Buenos Aires) durante el gobierno del PRO y relacionado con Germán Garavano.
En septiembre de 2018 Asociación Madres de Plaza de Mayo denunció que el gobierno porteño de Horacio Rodríguez Larreta desmontó la base donde planificaban colocar una escultura donada por el artista Alejandro Marmo. El espacio en la plaza, ubicado frente a la Casa de las Madres sobre Hipólito Yrigoyen, les había sido cedido por el gobierno porteño hacía una década.

## Ideario
Las Madres de Plaza de Mayo combinan en su ideario la lucha por los derechos humanos y el respeto y valorización de los ideales por los que lucharon sus hijos.
El pensamiento de las Madres se expresa en varias consignas que definen la dictadura y la posibilidad de lucha contra ella y posteriormente, así como el sentido de la memoria. «La única lucha que se pierde es la que se abandona», «Resistir es vencer» y «Ni un paso atrás» son algunas de las consignas famosas de las Madres de Plaza de Mayo.

### Sus hijos «no están muertos»
Esta idea, expresada primero por Jorge Rafael Videla en un reportaje, diciendo que no hay muertos, hay «desaparecidos», fue tomada por las madres en su lucha, de modo que gracias a esta idea, y la no aceptación de la muerte de los desaparecidos, se pudo juzgar a muchos represores, porque los crímenes no prescribían, al no aparecer los cuerpos, al no confirmarse la muerte de las víctimas. Hebe de Bonafini, expresó al respecto:

[...] poco a poco intentaron que las Madres aceptáramos la muerte de los hijos, que [...] hay que exhumarlos en los cementerios, para confirmar que están todos muertos, sin que nadie nos diga quién, cómo, cuándo y por qué. [...], no le prohibimos a la madre que así lo desee, la madre que cree que es su hijo, rescatar el cuerpo, pero no con el pañuelo blanco. Y estamos en contra de los homenajes póstumos, porque así se limpian los políticos, los que estuvieron de acuerdo con la dictadura [...]. En Arquitectura había 145 jóvenes desaparecidos, y querían poner todos sus nombres en una pared [...] parece que se los llevaron por estudiar arquitectura. ¡No señores, falta lo principal, eran revolucionarios, se los llevaron por eso! Rechazamos los homenajes, las plaquetas, los monumentos. ¡Seguimos diciendo que nuestros hijos viven, cada vez con más fuerza!
Hebe de Bonafini

### Influencia del plan económico
Una opinión ya expresada en 1977 por Rodolfo Walsh, dice que para sostener el plan económico de estilo neoliberal fue necesario imponerlo mediante la desaparición forzada, porque de otro modo la resistencia popular habría impedido tal acción.

Los militares no lo hicieron solos. Estados Unidos tuvo que ver con el apoyo, cuando nos decían «el plan económico tiene que ver con la desaparición», nosotras decíamos «qué tiene que ver un plan económico con el salir a matar a la gente». No entendíamos, al principio, y aprendimos que sí, que tiene que ver, que mató y mata y va a seguir matando. Y nos opusimos, y gritamos y peleamos.
Hebe de Bonafini

### Revolucionarios no son terroristas
En 1986 nos empezamos a comprometer con los problemas sociales del país. Por primera vez sentimos que la revolución crecía dentro nuestro, que nos sentíamos tan revolucionarias como nuestros hijos, que era otro momento, pero que crecía esto de la solidaridad, de estar al lado del que tiene problemas, de poner el cuerpo cuando se toma una fábrica, un periódico, una tierra. Y ahí, por primera vez, en una huelga de los estudiantes, frente a la Facultad de Medicina, nos empezamos a reconocer como revolucionarias y a hablar que nuestros hijos, en su mayoría, eran marxistas. ¡Amados y queridos hijos revolucionarios y guerrilleros, mis queridos y amados guerrilleros! Y fue muy difícil sacarle a la gente la idea de que nuestros hijos eran «terroristas», pasarlos de «terroristas» a revolucionarios. Porque esa fue la excusa que tuvo la sociedad, no solo los militares, para quedarse tranquila, en su casa, «si son terroristas, que los maten, que los torturen, que los tiren vivos al río». «Si son terroristas, sus familias también son terroristas», y nos pintaron las casas y nos persiguieron y llenaron las ciudades de carteles denunciando a las Madres, a los hijos. Y nosotras, nada. Fuerza y Plaza y grito y carteles, y buscar más y más asesinos. No es fácil hablar de revolución. Los medios han hecho tanto para unir revolución, guerrillero y revolucionario con terrorismo, para quitarnos la palabra revolución de la cabeza. ¡Nunca un revolucionario es terrorista, jamás quien da su vida por el otro es terrorista!
Hebe de Bonafini

### Socializar la maternidad
Le prometimos a los hijos que no los íbamos a abandonar, y no los hemos abandonado, les prometimos que no iba a haber un solo militar que pudiera salir a la calle a poner un cartel o una foto.... y no han podido, llenamos la ciudad con las fotos de nuestros hijos, con sus hermosos rostros, con sus hermosos ojos, con sus sueños y con sus esperanzas, sin nombres, porque las Madres, en un acto absolutamente revolucionario, «socializamos la maternidad». Mientras todos decían «mi hijo no hizo nada, a mi hijo se lo llevaron por la novia, a mi hija se la llevaron porque tenía una amiga». Todos ponían una excusa, había pocos que querían reconocer que se lo habían llevado porque hacían algo, porque estaban comprometidos, porque amaban [aplausos, Hebe se emociona]. Y qué quería decir socializar la maternidad: creo que es el acto más revolucionario que las Madres hicimos, además de ir a la Plaza. En un momento en donde todos hablaban de la reconciliación, de la paz social, del trabajo, de todas estas cosas que se hablan cuando se quiere que uno se quede tranquilo, de la tolerancia, cuando se hablaba de todo eso, nosotras socializábamos la maternidad. Y qué quiere decir esto: hacernos Madres de todos, sin elegir, desde el guerrillero que estuvo en el monte tucumano, al compañero revolucionario de la ciudad, al que alfabetizaba, a los curas que defendían y protegían a nuestros hijos y que también se los llevaron. A los pibes de la Noche de los Lápices, a los trabajadores, esos sindicalistas honestos, serios, grandiosos, que hacían sentir que el trabajo era lo mejor que nos podía pasar. Socializar la maternidad fue el hecho más fuerte de las Madres, y el compromiso político más firme. Y empezamos a llevar denuncias para cien, doscientos. Los jueces nos decían: «¿Y ustedes saben lo que están haciendo?» y nosotras respondíamos «¡Claro!», «Pero no se puede», y «¡sí se puede, ¿cómo que no?!». Esta acción, a cada Madre le llevó su tiempo. Ninguna Madre pudo evolucionar de un momento para otro. Había que sacar el nombre (de cada hijo) del pañuelo, dejar la foto que llevábamos en el pecho colgada, dejar de pensar en nuestro hijo para pensar en todos los hijos, porque todos, no importa de qué partido u organización, querían lo mismo: la liberación de la patria, querían trabajo para todos, salud, dignidad, educación y formación política. Y eran alegres, eran felices, trabajaban, nunca estaban cansados, estudiaban y tenían una militancia muy activa. Cada Madre tomó su tiempo, y poco a poco, todas nos sentimos orgullosas, grandes, por tener tantos hijos, por reivindicarlos, por decirle al mundo entero que es mentira que «no hacían nada, se los llevaron por estar en una libreta, se lo llevó la novia...». Se jugaron el todo por el todo. Cuántas veces nos repitieron «no importa, mamá, cuánto tiempo uno viva, sino para qué y por qué uno está viviendo». Y es verdad, tenemos un orgullo inmenso de tener estos hijos.
Hebe de Bonafini

### La revolución empieza por la transformación personal
No es que uno tiene que dar una bolsa de ropa que nos sobra, no, hay que dar la mejor comida, la mejor cama y lo mejor que tenemos, que es la vida. Poner la vida y el cuerpo al servicio del otro. Eso es la revolución, no es salir a tirar tiros por la calle, ¡qué esperanza! La revolución es cuando uno se transforma, primero uno, no hay revolución sin hombres nuevos, sin hombres que se puedan transformar, no importa cuántos años tenga uno, es mentira que hay que empezar de jovencito, no, mi transformación comenzó cuando tenía 49 años, cuando desapareció mi hijo mayor, ahí me convertí en otra persona. Me convertí en otra persona, en otra mujer, en otra madre. Porque las madres de nuestra época siempre estuvieron ligadas al sacrificio, a crear los hijos limpiar la casa y tenerla prolija, toda lustrada, cuidar al marido, no a la revolución, a la madre revolucionaria, comprometida con la política. No, la mujer no tenía que hacer política en esa época, de política hablaban los hombres, las mujeres de la cocina y de los hijos.
Hebe de Bonafini

### La policía
La presidenta de la fundación, Hebe de Bonafini, expresó sobre la institución policial en la Argentina:

A la hora que sea vamos a una comisaría a sacar un pibe [...]. Si hay alguien que toma una tierra para instalar sus pobres casas que a veces son dos chapas, y después que con tanto sacrificio lo hacen viene la policía y les pega y los echa, entonces nos llaman y vamos, a la hora que sea. Porque nuestros hijos que nos dejaron este legado, ellos nos enseñaron que la solidaridad tiene que ver con lo que uno da. Más policías en la calle no es más seguridad, es más mierda, más represión, más basura.
Hebe de Bonafini

### Diferencias entre grupos
En 1984 comenzaron a hacerse notar las diferencias dentro de la organización. Estas diferencias de criterio se profundizaron en 1985 cuando hubo que testimoniar en la CONADEP hasta que, finalmente, en 1986 se produjo la división de la Asociación Madres, conformándose la Asociación Madres de Plaza de Mayo Línea Fundadora.
Las diferencias de la separación fueron políticas, de opinión y de ideología. La discusión de opinión giraba en torno a la conducción. Las madres de la Línea Fundadora sostenían una postura crítica hacia la conducción de Hebe de Bonafini por una supuesta falta de democracia interna. La facción disidente acusaba a Hebe de Bonafini de cierta intransigencia política y autoritarismo. Estas madres impugnaron las elecciones internas y cuestionaron la forma en que resultó elegida presidenta.
La discusión ideológica giraba en torno a concurrir o no a testimoniar frente a la CONADEP, la política en torno a las exhumaciones de los NN y la aceptación de la reparación monetaria por parte del gobierno.
Las madres que quedaron en la Asociación Madres de Plaza de Mayo se oponían a prestar testimonio y cuestionaba la política de derechos humanos del gobierno radical. No aceptaban la reparación histórica monetaria establecidas por la Ley 24.411, que incluía una indemnización económica y no aceptaban la Ley 24.231 que creaba la figura del detenido desaparecido, ya que no reconocían la muerte de los detenidos-desaparecidos. Esto se debía a la política de reclamar la aparición con vida de los desaparecidos, lo que implicaba renunciar a recobrar los cuerpos y darles sepultura.
La Asociación Madres de Plaza de Mayo Línea Fundadora representaba a las madres y familiares que recibieron las reparaciones establecidas por la Ley 24.411 y aceptaban la figura del detenido-desaparecido. Estas madres aceptaban las exhumaciones, querían dar sepultura a sus hijos y estaban dispuestas a testimoniar frente a la CONADEP. La Asociación Madres de Plaza de Mayo las acusaba de apoyar al presidente Raúl Alfonsín.

## Relaciones

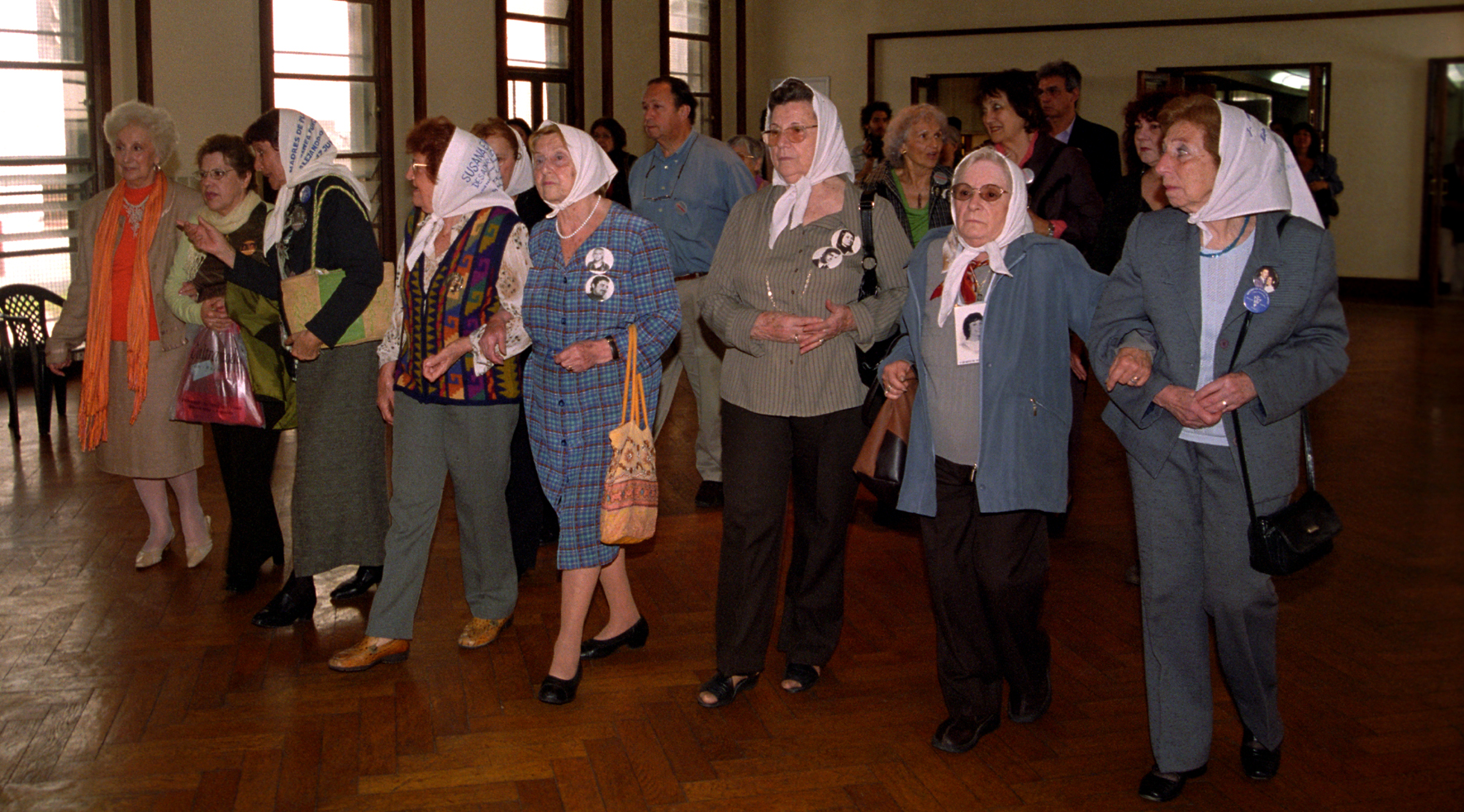
Madres y Abuelas entrando en el acto de traspaso de la ESMA

Unidas por la desgracia, las Madres se convirtieron en un grupo de activistas en defensa de los derechos humanos. Aseguran que nacieron por sus hijos, dado que por ellos alcanzaron la conciencia política de la lucha social, y que son las madres de todas las víctimas de la represión en la Argentina y según expresiones suyas, «de todos los que luchan por la igualdad social en el país y en el mundo». La manifestación de las Madres fue una de las primeras manifestaciones públicas contra la dictadura. Su distintivo es el pañuelo blanco sobre la cabeza, representando a los que anteriormente habían servido como pañales de sus hijos desaparecidos.
La organización está históricamente relacionada con las Abuelas de Plaza de Mayo, cuyo objetivo es recuperar la identidad de los cientos de niños que fueron secuestrados por las autoridades militares durante la dictadura, y con la asociación HIJOS, formada por los hijos de los detenidos desaparecidos que desean continuar la lucha de sus padres y sus abuelas.

## Educación
La Fundación Madres de Plaza de Mayo ha creado varias instituciones:

### El café literario y librería «Osvaldo Bayer»

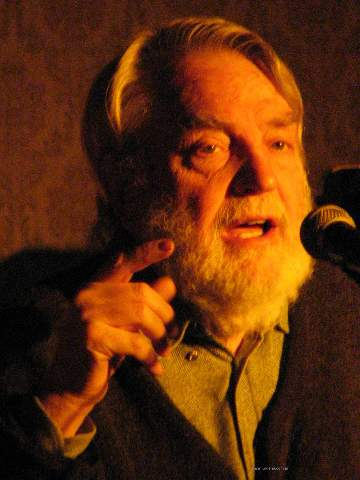
El escritor Osvaldo Bayer.

Con la democracia y la instalación de la llamada «Casa de las madres» en la Plaza del Congreso, se empiezan a desarrollar nuevos proyectos.

Aprendimos todos los días. Nos decíamos, ¿y ahora qué más? La Plaza, las reuniones, los encuentros, Congresos, ver presidentes de todo el mundo, el Parlamento Europeo, la ONU. ¿Y qué más? Un día hablando con unos jóvenes, dijimos qué lindo poner una librería. El café literario y librería «Osvaldo Bayer» fue el primer hijo que las Madres parimos con el tema de la educación. Allí, los primeros seminarios colmados de gente, y nos dijimos qué bárbaro, cuánta gente viene, que quiere discutir.
Hebe de Bonafini

### Universidad Popular Madres de Plaza de Mayo
En el año 2000 las Madres crearon la autodenominada Universidad Popular Madres de Plaza de Mayo.

El 6 de abril de 2000, abrimos la Universidad Popular Madres de Plaza de Mayo. Esto que hacemos, no lo hacemos solas. La Universidad no es una casualidad; tiene que ver con el proyecto de las Madres y con los profesores que creen en el proyecto, que no cobran sueldo, vienen por amor a la causa, comprometidos desde el primer día. La Universidad es combativa, revolucionaria, y es ilegal: cuando la abrimos dijimos cómo vamos a pedirles a los fascistas que nos autoricen la universidad. Nosotras tenemos derecho de abrirla, por qué no. Y alumnos y profesores creyeron en el proyecto. Empezamos con doscientos alumnos y cinco carreras y hoy tenemos once carreras, seminarios, clases abiertas y dos mil alumnos que nos llenan de orgullo. Cuando estuve en Asturias, coincidí con unos chicos que estudian periodismo de investigación en nuestra universidad, e hicieron una película que fue premiada. Cuando los escuchaba hablar yo me dije «no precisamos nada que presente la Universidad, ni un papel, ni un afiche, ellos contando lo que aprenden en nuestras aulas lo están haciendo». Abrir una Universidad sin pedirle permiso a nadie, no hay mucha gente que se le ocurra. Que además funcione, que tengamos convenios con otras universidades. Y, ¿saben quién vino a inaugurarla?: el rector de la Universidad de Salamanca, de la universidad más antigua, porque somos corajudas y lo invitamos, y vino y nos dijo: «A mi universidad la abrieron los reyes y esta la están abriendo las reinas». Los martes y los jueves tenemos clases abiertas, de las luchas obreras y están las cátedras bolivarianas. La Universidad es para la formación política de la juventud, en la disciplina que elijan tienen que saber de política. Tienen que saber qué es la lucha de clases, qué les pasa a la gente y al pueblo. Apoyamos a los piqueteros, las fábricas ocupadas en producción que es una cosa nueva en el mundo, nos parece una genialidad. En fin, hacemos muchas cosas, estamos preparando el Tercer Congreso de Salud Mental y Derechos Humanos ahora en noviembre, y para el 2006 vamos a hacer un Congreso Internacional de Juventudes Políticas no organizadas.
Hebe de Bonafini

ElInstituto Universitario Nacional de Derechos Humanos Madres de Plaza de Mayo es una institución de educación superior pública universitaria argentina creada por la Asociación Madres de Plaza de Mayo. Desde 2015, se encuentra reconocida como una universidad por el Ministerio de Educación al 2014. La Comisión Nacional de Evaluación y Acreditación Universitaria (CONEAU) emitió una recomendación favorable ante la solicitud de autorización provisoria. La autorización para funcionar se encuentra aún en trámite, aunque ya se dictan clases en la misma. El 8 de junio de 2010, mediante la ley nº751/2010 d fue "autorizada la creación" de dicha Universidad.

### Radio La Voz de las Madres
El 16 de noviembre de 2005 las Madres inauguraron una radio propia, que transmite en amplitud modulada, llamada La Voz de las Madres. como una alternativa a los medios de comunicación oficiales. La radio transmite en la frecuencia de 530 kHz en Argentina, y vía Internet a todo el mundo. Se ha anunciado que se escuchará a través de Radio Nacional de Venezuela.

### Continuidad
Las madres proponen la continuidad de su obra a través de los jóvenes que participan de su organización, así como de los estudiantes de la Universidad, o de los que trabajan en la radio de las Madres. Hebe de Bonafini expresó:

El mundo nos premió, hay calles y plazas que llevan nuestro nombre, premios Sakarof, UNESCO, el premio de la libertad, de la educación; más grandes y más chicos, de pequeñas escuelas, radios, todo lo recibimos en nombre de nuestros hijos, no hay nada que sea para nosotras, nosotras somos un pequeño lugarcito, tal vez más pequeño que el útero, que recibe todo en nombre de ellos. Y hoy, también, en nombre de nuestras compañeras que no están, no solo de las que fueron secuestradas, sino de muchas que han ido muriendo y cuyas cenizas están en la Plaza. Porque cuando no estemos más, vamos a seguir estando ahí, en la Plaza, naceremos por las hojitas, por las florcitas, por los árboles, por los pajaritos, vamos a estar.
Somos felices con lo que hacemos. Sí, tenemos entre 75 y 91 años, estamos aquí, ustedes nos ven (aplausos).
No faltamos un día a la Casa, no faltamos a la Plaza, y tenemos una reunión de Comisión por semana.

## Filiales del interior
Aunque habría filiales en el interior del país, en realidad estarían relacionadas con los lugares de vivienda de las propias madres, y con la posibilidad de agruparse ante un hecho puntual. Dos ejemplos de ello son las Madres de Plaza de Mayo (Santa Fe) y las Madres de la Plaza 25 de Mayo, de Rosario.

Y en este andar, cuando empezamos a recibir, en esos tiempos tan difíciles, compañeras que venían de otros provincias, que estaban algunas organizadas en la iglesias y otras no, empezaron a organizarse como filiales de Madres, en los lugares donde también había habido muchas desapariciones. Hay filiales que están aquí presentes: compañeras de Mar del Plata, de Ayacucho, una compañera de La Rioja, un lugar difícilísimo, donde a veces solo dos compañeras marchaban en la Plaza, en el lugar donde estaba Menem. Es increíble el esfuerzo que han hecho estas Madres en cada provincia. Tenemos encuentros anuales, uno o dos, según podemos, con todas las Madres para decidir, tomamos muchas decisiones, a veces, muy criticadas por la sociedad porque las Madres somos muy radicalizadas.

## Las Madres en las artes

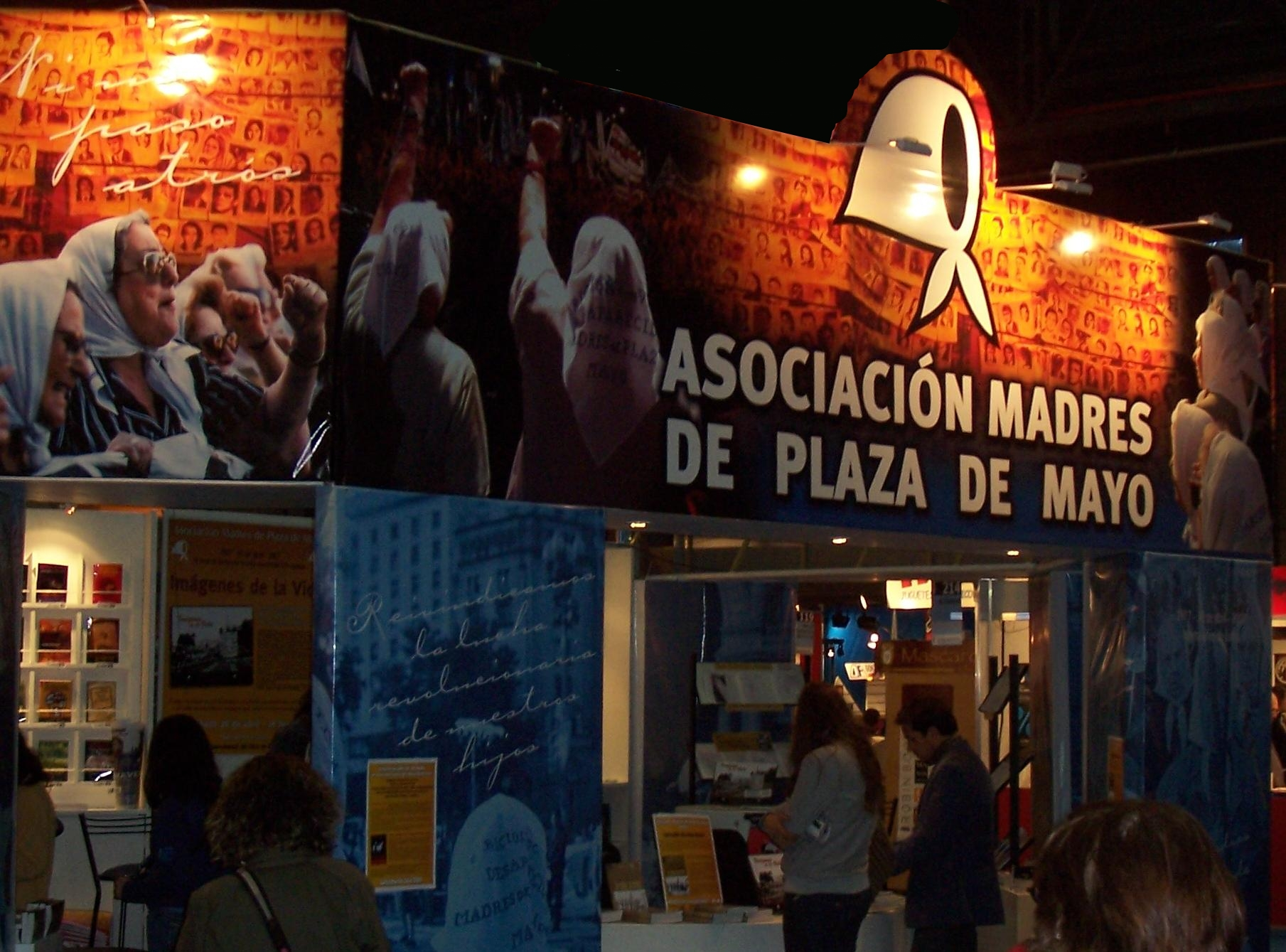
Las Madres de Plaza de Mayo representadas en la Feria Internacional del Libro en Buenos Aires.

En 1988, el afamado director de orquesta y compositor británico-escocés James MacMillan (1959-) compuso la obra Búsqueda, inspirándose en el trabajo de búsqueda de las Madres de sus hijos y nietos desaparecidos. En la obra se intercalan lecturas de poemas escritos por algunas de las Madres con tradicionales cantos litúrgicos de la misa católica como el Kyrie, Gloria, Credo, Sanctus, Agnus Dei, entre otros.
La canción "Tango de las madres locas" (1983), del cantautor español Carlos Cano (1946-2000), está directamente inspirada en la existencia de la asociación y en la lucha sociopolítica de la Argentina contemporánea.
La película Madres se estrenó el 9 de marzo de 2007 en el 22.º Festival Internacional de Cine de Mar del Plata, en la sección «Memoria en Movimiento».

## Revista
Desde marzo de 2014 la asociación edita la revista Ni un Paso Atrás, presentada con un acto desarrollado en el auditorio Juana Azurduy de la Universidad Popular Madres de Plaza de Mayo.
Participaron el periodista Víctor Hugo Morales, el poeta Camilo Blajaquis, y Víctor Santa María, entre otros.

## Premios y otras distinciones
La Asociación Madres de Plaza de Mayo ha recibido una enorme cantidad de galardones:

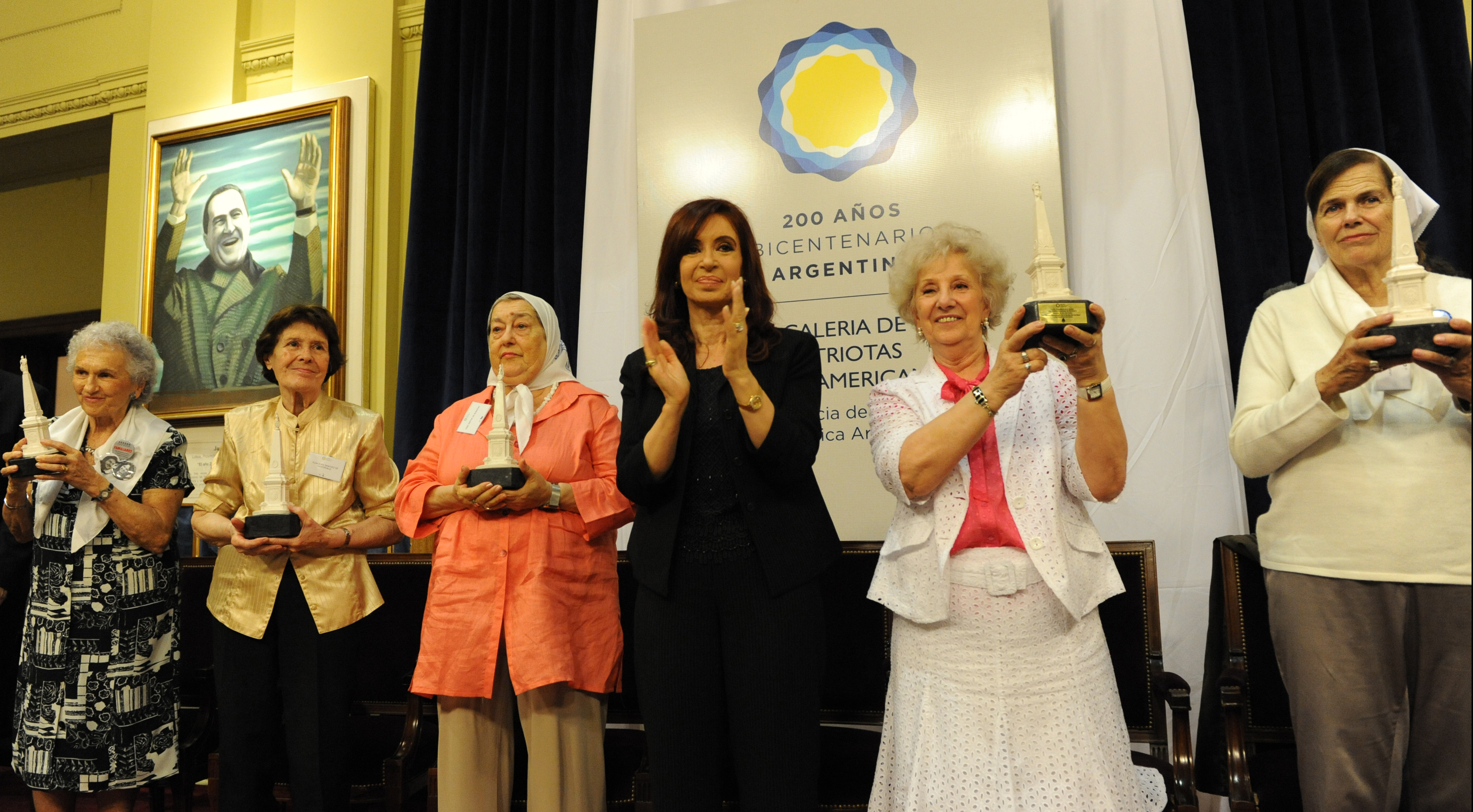
La presidenta Cristina Fernández de Kirchner entrega un premio a las Madres y a las Abuelas de Plaza de Mayo.

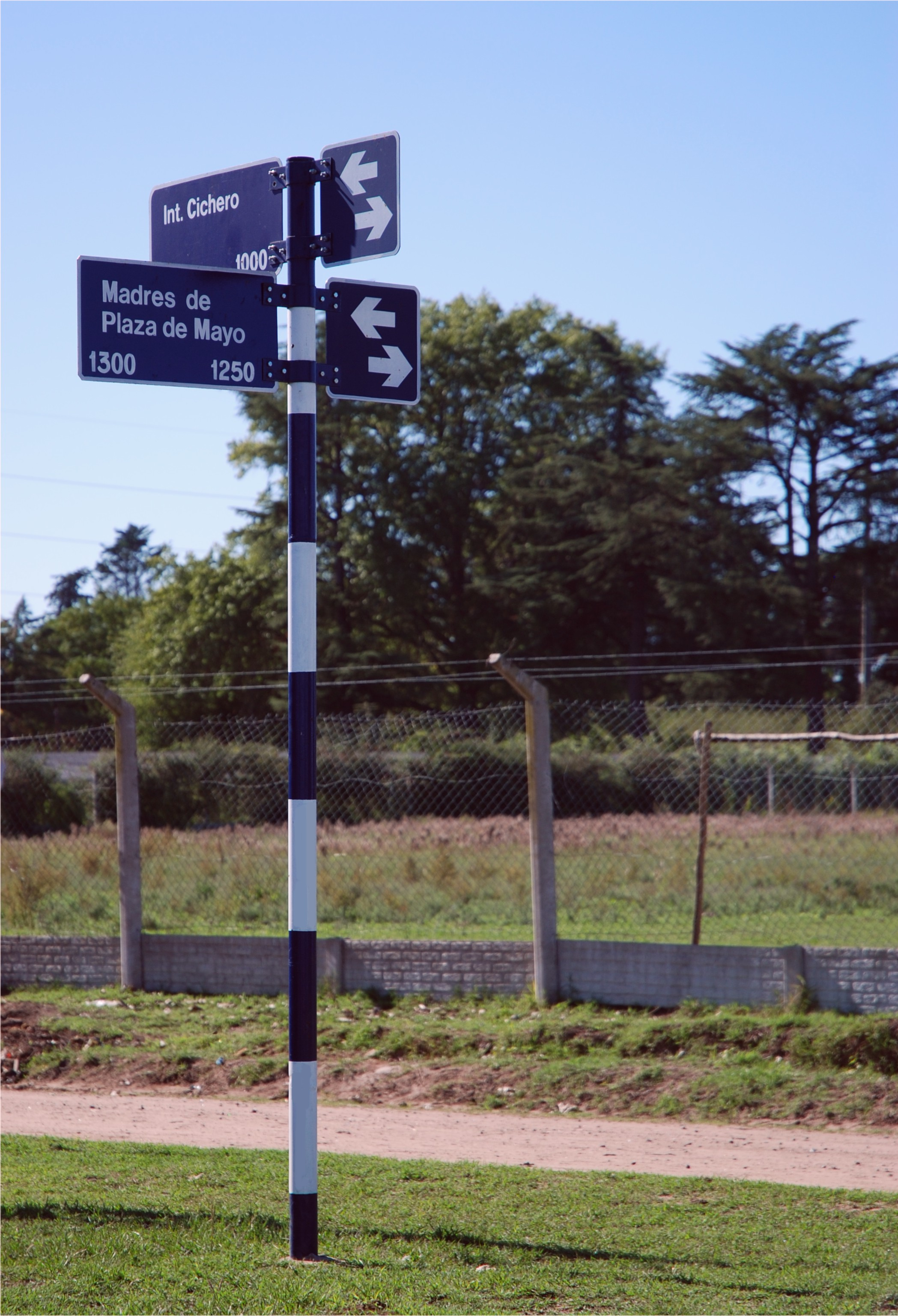
Foto de un cartel que señala la calle Madres de Plaza de Mayo, en la ciudad de Junín (provincia de Buenos Aires).

- marzo de 1980: Premio «A la Lucha por la Vida» de la Universidad de Essen (Alemania).
- 10 de marzo de 1980: «Premio por la paz», otorgado a través del obispo Curt Schort (de Berlín) en la Iglesia de la Cruz (de Bonn) y encargo de la Comunidad Estudiantil Evangélica de la República Federal de Alemania.
- diciembre de 1980: Premio «Solidaridad del Pueblo Noruego» (Noruega).
- 20 de julio de 1981: Premio «Por la Verdad y la Libertad» otorgado por The Rothko Chapel, Estados Unidos.
- 1983: Premio a las Madres, del diario Cambio 16, Madrid (España).
- 1987: premio Los Notables, Radio Rosario.
- agosto de 1988: Premio René Sand, otorgado por su contribución a los Derechos Humanos, la Justicia y el Bienestar Social, Berlín (Alemania).
- 1988: réplica del Sable Bolívar, entregado en guarda por el M-19.
- 1988: Orden José Rafael Varona, entregada por la Organización Lationamericana de Estudiantes, Cuba.
- marzo de 1990: Reconocimiento de la Coordinadora de Asociaciones de Vecinos de Nov Barris por su lucha ejemplar. Barcelona (España).
- 1990: Premio León Felipe, en Madrid (España).
- 10 de marzo de 1990: Medalla de Oro de la Ciudad, otorgada por la Junta de Portavoces del Ayuntamiento de Castelldefels, Barcelona (España).
- marzo de 1991: Premio «Una Utopía hacia la Paz», otorgado por el Ayuntamiento de Marinaleda.
- 17 de diciembre de 1992: Premio Sajarov a la Libertad de Pensamiento del Parlamento Europeo, Europa.
- 19 de abril de 1993: Testimonio de Reconocimiento, otorgado por la Federación de Entidades Culturales Judías en la Argentina (Buenos Aires).
- 1993: Premio del Ayuntamiento de Castelldefels, otorgado a las Madres de Plaza de Mayo por su lucha de amor no violento, Barcelona (España).
- 1994: Premio Rector Mauricio A. López a la defensa de los Derechos Humanos, Universidad Nacional de San Luis.
- 1995: Premio Laura Bianchini de la ciudad de Brescia (Italia) al testimonio precioso de amor, de vida y de la libertad.
- 29 de septiembre de 1995: Premio Cavallieri de la Vita (Caballeros de la Vida), Verona (Italia).
- 1996: Premio a la Mujer Luarca, otorgado por el Consejo Nacional de la Mujer del Ayuntamiento de Valdés.
- 26 de octubre de 1995: Premio Cavallieri de la Vita (Caballeros de la Vida), otorgado por el Centro Aiuto Vita Valpolicella. Verona (Italia).
- 1996: Premio a la Gran Madre, otorgado por el Instituto Superior de Danza Armonizadora. Buenos Aires (Argentina).
- Celebración para las Madres, Instituto Poligráfico de Roma (Italia).
- 14 de marzo de 1996: Diploma de Honor Cátedra Pablo de la Torriente Brau, otorgado por la Universidad de La Habana.
- 1996: Premio Mate Amargo, FM Compartiendo. Quilmes (provincia de Buenos Aires).
- 1999: Premio de La Rete - Milán. Notiziario della Rete Radial, Resch de Solidarieta Internazinale, año 1. Milán (Italia).
- 1999: Premio Cultura Quente o Compromiso. Concello de Caldas de Reis.
- 22 de abril de 1999: Elkaltasuna (Solidaridad), País Vasco (España).
- 1999: Condecoración del Pueblo de Yugoslavia, por haber actuado como escudos humanos contra la guerra.
- 13 de diciembre de 1999: Premio UNESCO Educación para la Paz, París (Francia).
- 2007 Premio Giuseppe Tedesch, otorgado por la región de Abruzzo, Italia.[78]

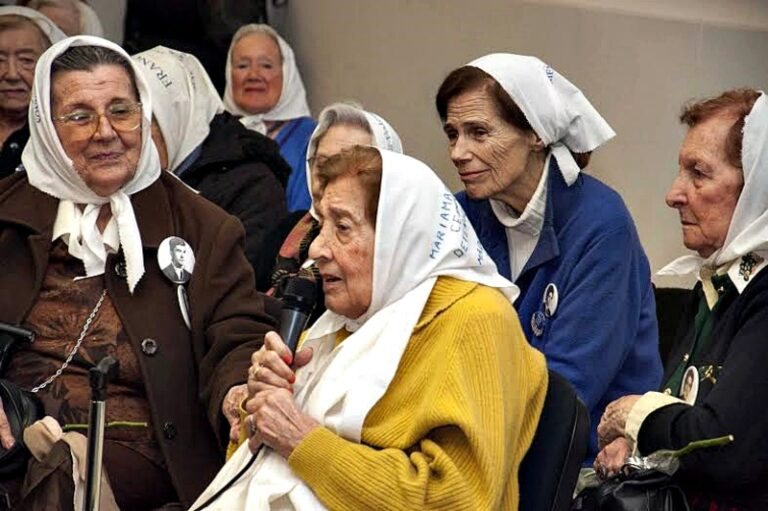
Acto de entrega del título doctor honoris causa a Madres de Plaza de Mayo. Facultad de Periodismo de la UNLP, julio del 2015

- Acto de entrega del título doctor honoris causa a Madres de Plaza de Mayo. Facultad de Periodismo de la UNLP, julio del 20152009: Premio Revista Veintitrés por mejor ONG (junto a HIJOS).[79]
- 2015: Premio honoris causa de la Universidad Nacional de La Plata por la trayectoria política y académica destacada y reconocida, a partir de su compromiso y lucha inclaudicable por la defensa de los Derechos Humanos a nivel nacional e internacional”.[80]
- En 2015 se inauguró un monumento en Quilmes en honor de la lucha de la asociación.[81]

Existen calles, plazas y monumentos con el nombre «Madres de Plaza de Mayo» en varias ciudades de Argentina como Junín, Río Gallegos, Quilmes y Rosario. También en otros lugares del mundo como Ámsterdam (Países Bajos), algunas ciudades alemanas, y ciudades españolas como Almería, Barcelona, Berrioplano, Coslada, Leganés, Madrid, Pamplona y Zaragoza. La Escuela n.º 69 en Laferrere (provincia de Buenos Aires) lleva el nombre de la organización.
En 1985, las cineastas Lourdes Portillo y Susana Blaustein Muñoz realizaron el documental Las madres de la Plaza de Mayo, en el que presentaron las reuniones semanales de la asociación. La película fue nominada al Premio Oscar en la categoría de mejor documental.